# Löwenzahn (Leontodon)
Löwenzahn (Leontodon), auch Milchkraut oder Schaftlöwenzahn genannt, bildet eine Pflanzengattung innerhalb der Familie der Korbblütler (Asteraceae). Sie ist nicht zu verwechseln mit der verwandten Gattung Löwenzahn (Taraxacum), der der Gewöhnliche Löwenzahn angehört.

## Beschreibung

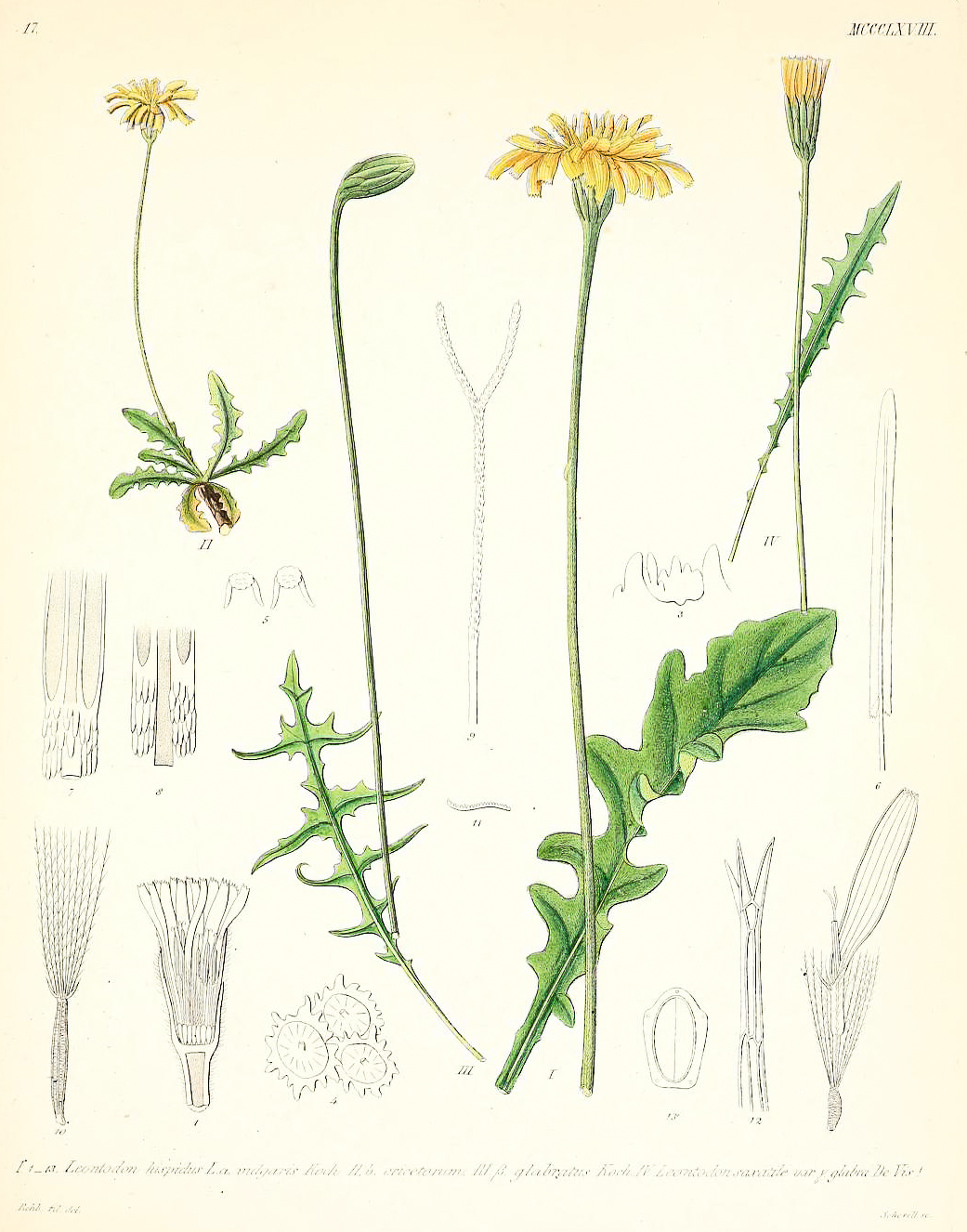
Illustration des Steifhaarigen Löwenzahns (Leontodon hispidus), Heinrich Gustav Reichenbach: Icones florae Germanicae, 1858–1860

### Vegetative Merkmale
Leontodon-Arten sind einjährige bis ausdauernde krautige Pflanzen, die je nach Art Wuchshöhen von 10 bis 80 Zentimetern erreichen. Die einfachen oder verzweigten Stängel sind behaart oder glatt.
Die in grundständigen Rosetten angeordneten Laubblätter sind in einen geflügelten Blattstiel und eine Blattspreite gegliedert. Die Blattspreite ist einfach bis fiederteilig. Der Blattrand ist glatt, gezähnt oder gelappt. Die Blätter sind glatt oder behaart.

### Generative Merkmale
Die körbchenförmigen Blütenstände stehen einzeln oder zu zweit bis fünft zusammen. Die 16 bis 20 Hüllblätter stehen in mindestens zwei Reihen; sie sind kahl oder behaart. Der konvexe Blütenkorbsboden besitzt keine Spreublätter und ist glatt. Die Blütenkörbe weisen einen Durchmesser von 4 bis 15 Millimetern auf und enthalten nur 20 bis 30 Zungenblüten. Die Zungenblüten sind gelb bis orangefarben, die äußeren manchmal mit rötlichen oder grünlichen Streifen.
Die hell- bis dunkel- oder rötlich-braune Achäne besitzt 10 bis 14 Rippen. Im Gegensatz zur bekannteren, ebenfalls „Löwenzahn“ genannten Gattung Taraxacum sind die Achänen nicht geschnäbelt, d. h. der Pappus sitzt nicht auf einem Stiel, sondern Achäne und Pappus sind unmittelbar miteinander verbunden.

## Unterscheidung ähnlicher Gattungen und Ökologie
Wie bei den anderen Gattungen der Familie der Korbblütler (Asteraceae) stehen auch bei Leontodon mehrere Einzelblüten in einem Pseudanthium genannten gemeinsamen Blütenstand. Die Blüten haben einen reduzierten Fruchtknoten und an Stelle der normalen Kelchblätter schuppige oder – im Fall des Pappus – haarförmige Auswüchse, die überdauernd gebildet sind und der Ausbreitung dienen.
Im Gegensatz zur bekannteren, ebenfalls „Löwenzahn“ genannten Gattung Taraxacum sind die Achänen nicht geschnäbelt, d. h. der Pappus sitzt nicht auf einem Stiel, sondern Achäne und Pappus sind unmittelbar miteinander verbunden. Beide Typen fallen jedoch in die Kategorie der trichometeorochoren Ausbreitungstrategien, welche aus den unterschiedlichen Bautypen der beiden Schirmflieger keine praktische Unterscheidung bei der Ausbreitung durch Wind (Anemochorie) hat. Größere Bedeutung hat dann aber, dass der Pappus bei Leontodon starr und nicht hygroskopisch ist, d. h. keine Wasserbindung besitzt, bei Taraxacum im Gegensatz hygroskopisch ist, und als Mechanismus mit wechselnder atmosphärischer Feuchtigkeit das Öffnen oder Schließen der Brakteen der Hüllblätter (Involucrum) ermöglicht.
Daneben sind die Hüllblätter bei Leontodon nicht umgebogen und stehen gerade, bei Taraxacum sind sie immer umgebogen. Die gelblich-weißen bis hellbraunen fedrigen Borstenhaare des Pappus sind auch mit kleinen Härchen besetzt (gefiedert), bei Taraxacum sind sie nur borstig und damit nicht fedrig; sie stehen in einer bis zwei Reihen. Die Borstenhaare des äußeren Kranzes können zu Borstenschuppen (Sektion Thrincia) reduziert sein (vgl. Heterokarpie). Ein wichtiges Gattungselement ist die Stellung der Blütenkörbe vor der Anthese: Bei Leontodon sind die Körbchen immer nickend, bei Taraxacum aufrecht. Ein wichtiges Augenmerk wird zudem auf die Form der Behaarung von Rosettenblättern, Hüllblättern und Blattstiele gelegt: Die meisten Leontodon-Arten (Sektion Asterothrix, alle nicht kahlen Taxa der Sektion Leontodon) fühlen sich durch steife, dicht stehende Sternhaare (selten auch Ankerhaare) rau an. Sternhaare gleicher Art treten dann auch auf Stängel und Hüllblättern auf.

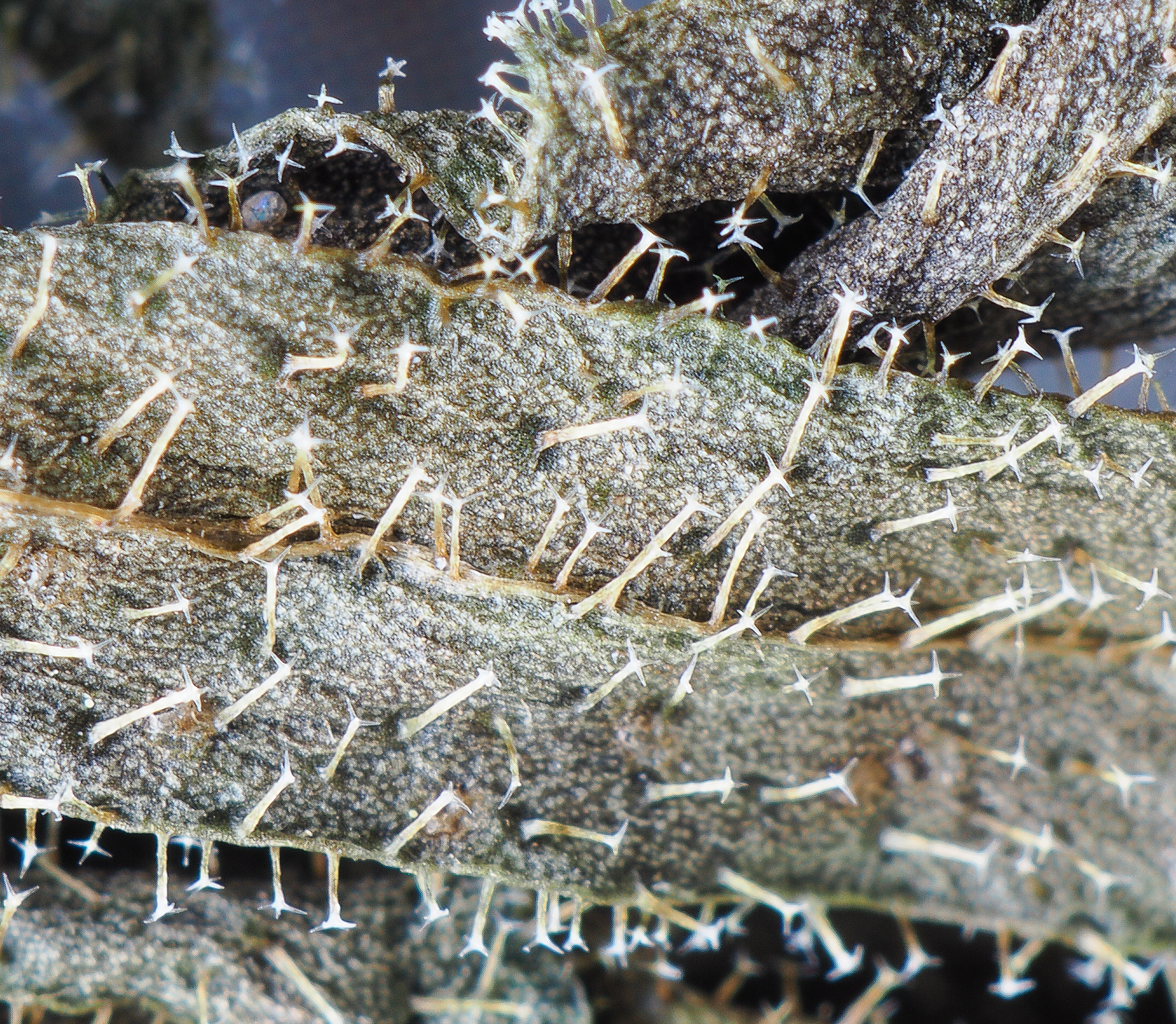
Bei allen Arten der Gattung Leontodon kann die Form der Sternhaare zur Bestimmung mit herangezogen werden. Hier bei Leontodon crispus
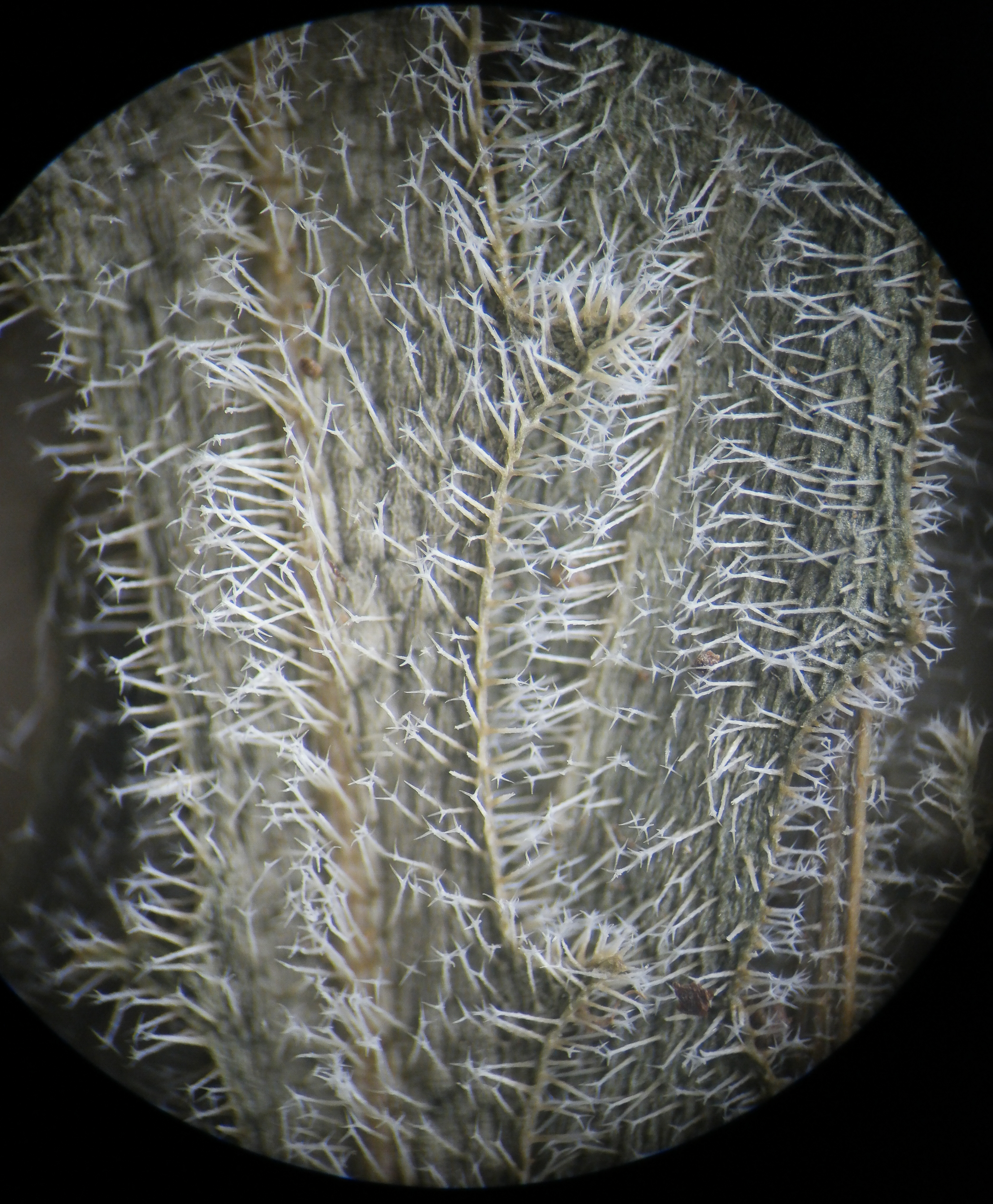
Ähnlich den Sternhaaren von Leontodon crispus sind die von Leontodon biscutellifolius. Nur sind die Härchen länger und steifer sowie die Blätter rauer
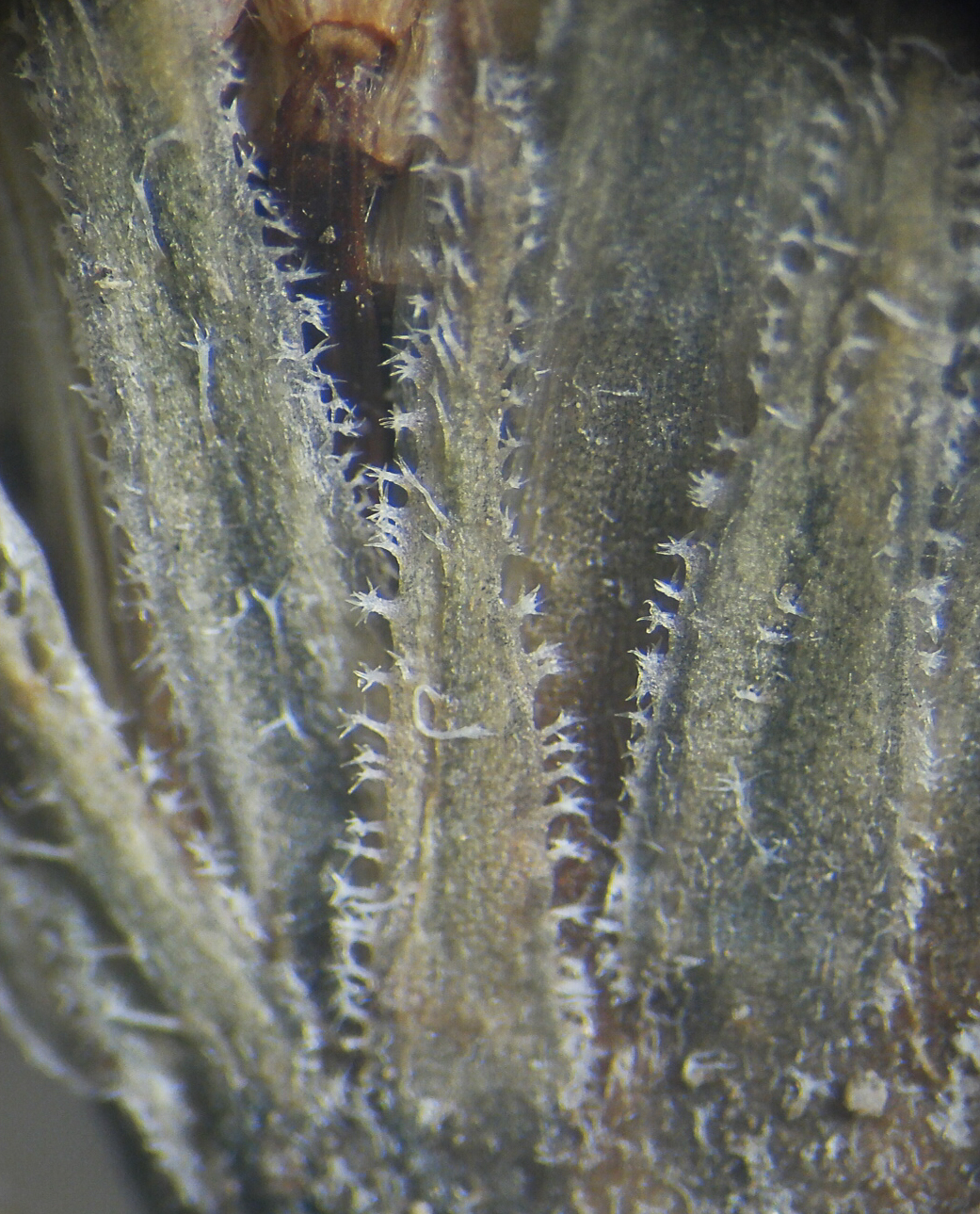
Erst bei Lupenbetrachtung kann Leontodon biscutellifolius durch 5-7- und mehrspaltige Haare an den Rändern der Hüllblätter eindeutig von Leontodon crispus unterschieden werden
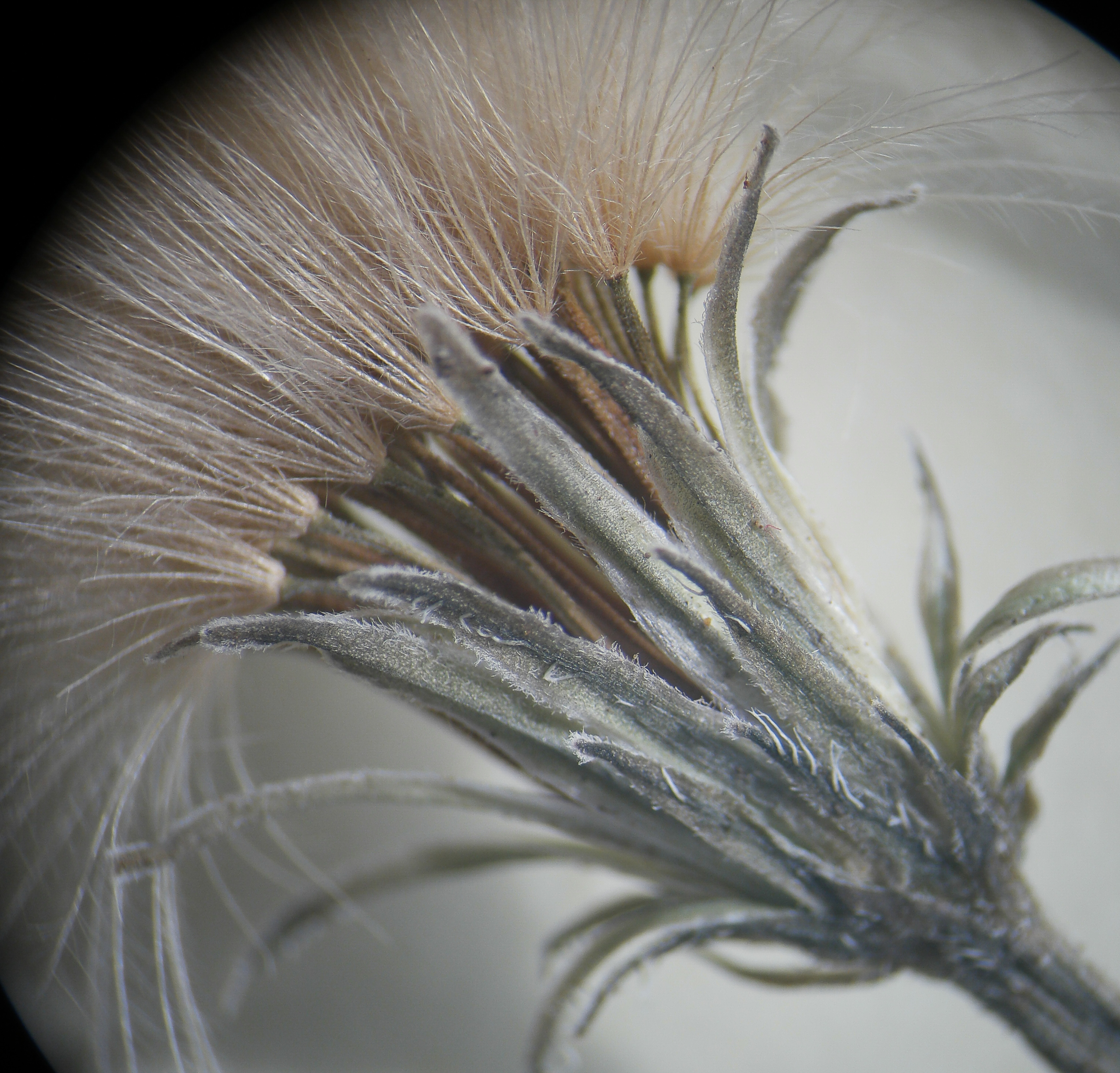
Dagegen finden sich bei einigen Formen von Leontodon crispus nur wenige Gabelhaare auf der Mitte der Hüllblätter
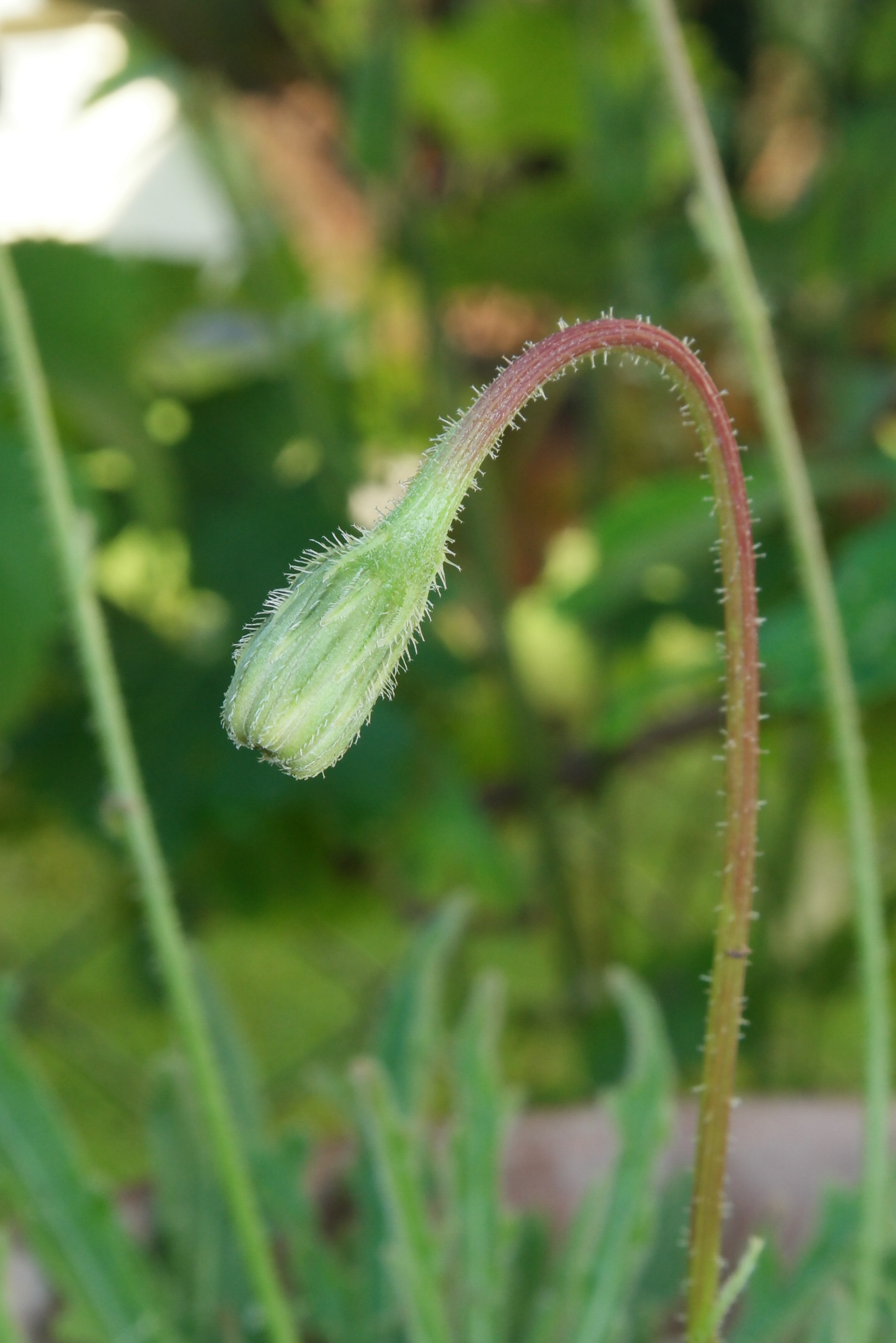
Die hängenden Blütenknospen sind der Unterschied besonders zu Pippau, Löwenzahn (Taraxacum) sowie Scorzoneroides
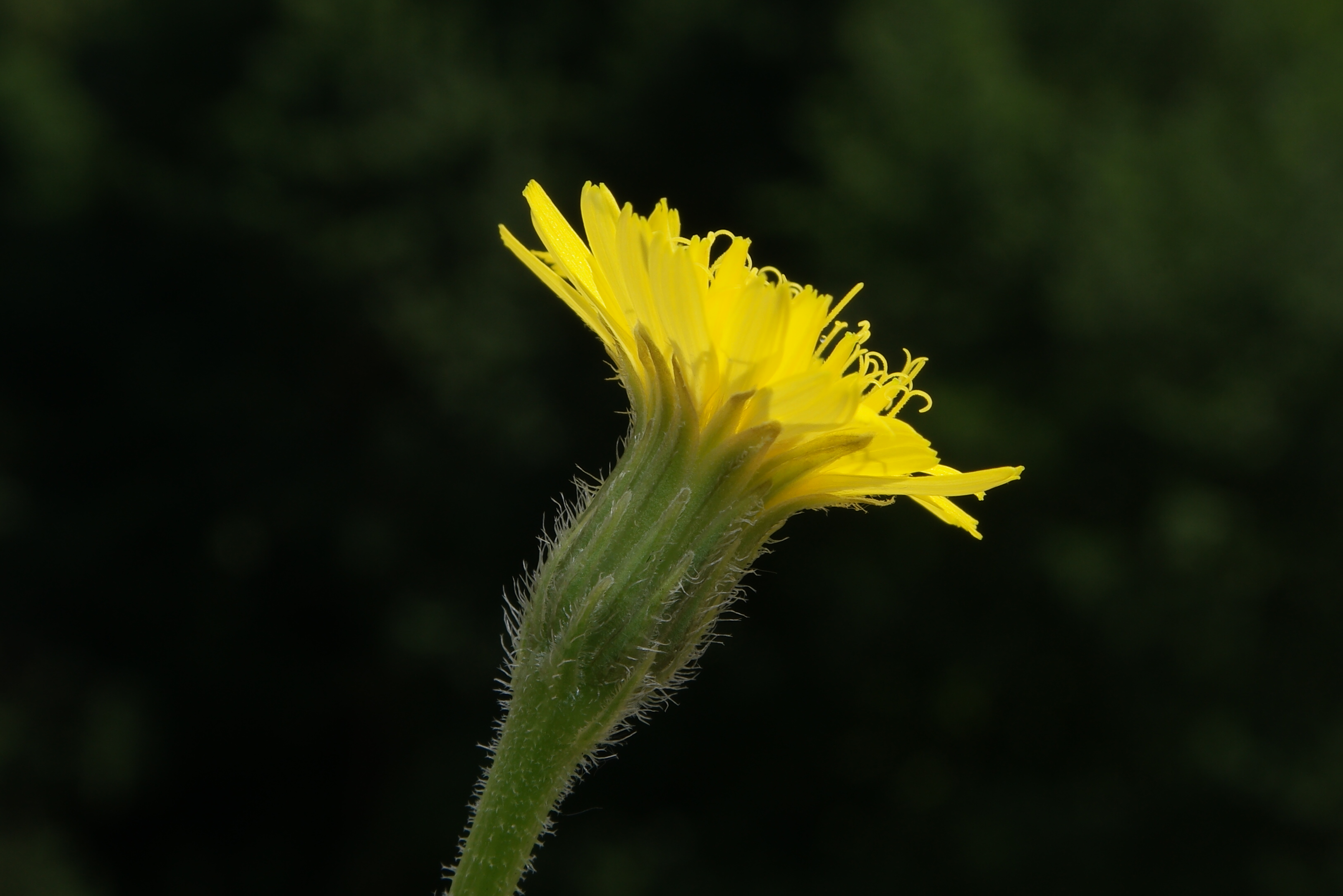
Blüte bei Leontodon crispus. Involukrum hat Gabel-, der Stängel Sternhaare
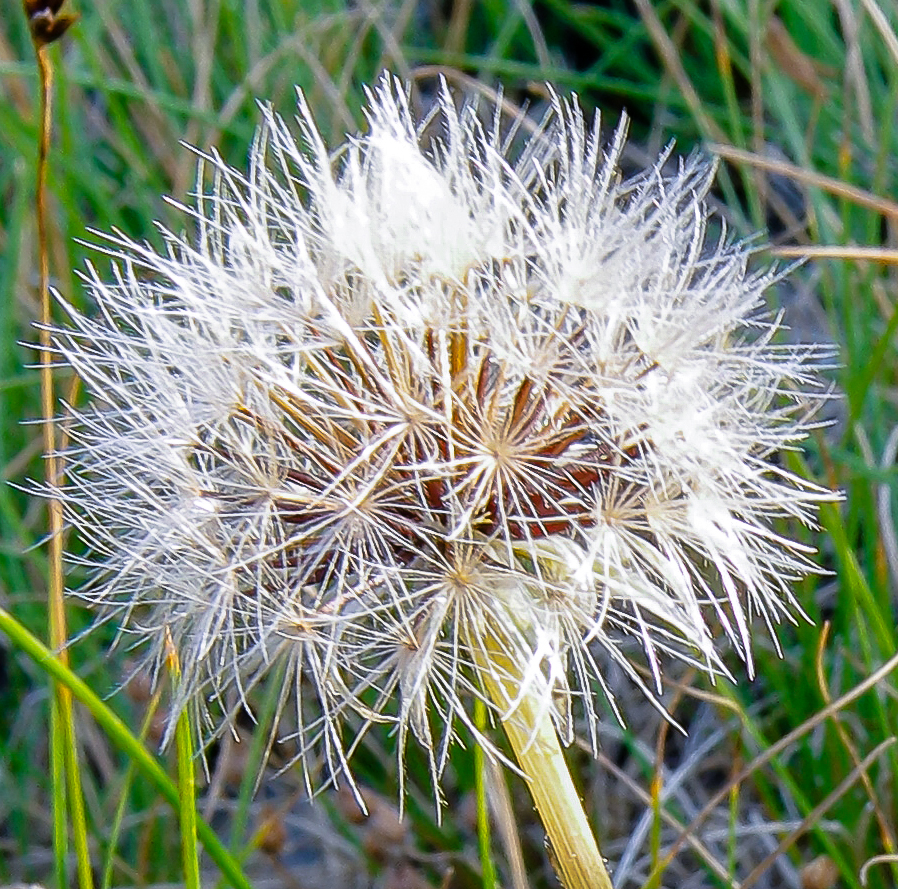
Fruchtstand, Leontodon crispus
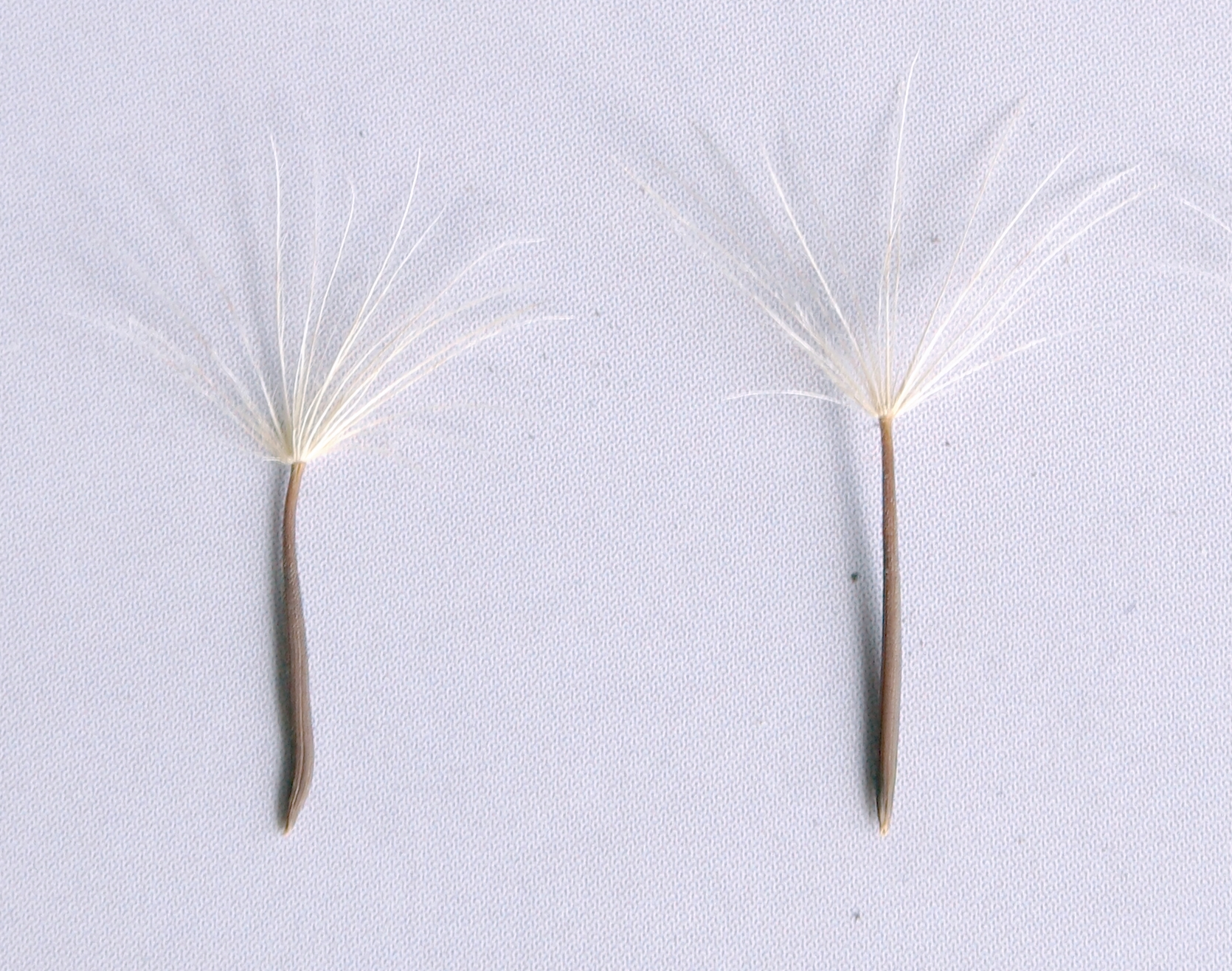
Die Härchen des Pappus sitzen bei Leontodon am Ende der Achäne, hier bei Leontodon crispus

### Chemotaxonomische Charakteristik
Die Arten dieser Gattung wurden erstmals Ende des zwanzigsten Jahrhunderts eingehend auf die chemotaxonomischen Bestandteile untersucht. Ausschlag der Beschäftigung mit den sekundären Metaboliten von Leontodon bildete die früher nicht erfolgte Unterscheidung von unbehaarten Individuen, Populationen und Unterarten zwischen Leontodon hispidus und Taraxacum officinale. Letztere gilt als eine anerkannte Arzneipflanze. So hatte der Löwenzahn (Taraxacum officinale) als alte Heilpflanze in früheren Jahrhunderten eine große Wertschätzung, der gegen eine große Zahl von Krankheiten eingesetzt wurde. Er diente als Diuretikum, als Blutreinigungs- und die Gallenfunktion anregendes Mittel sowie gegen Krebs, Augenentzündungen, Hämorrhoiden, Warzen, chronische Ekzeme, Rheumatismus und Leberbeschwerden. Wie Zidorn in einer Dissertation zur Phytotaxonomie, Phytochemie, Pharmakologie und Morphologie der Gattung Leontodon darstellte, sind mit Ausnahme der die Gallentätigkeit fördernden und der diuretischen Wirkung der in Taraxacum officinale enthaltenden Kaliumsalze die oben genannten Wirkungen (Stand 1998) experimentell noch nicht belegt gewesen. Eine Möglichkeit, dass die habituell sehr ähnlichen Vertreter der Gattung Leontodon, die im Deutschen den gleichen Trivialnamen tragen, daher in der früheren pharmakologischen Literatur verwechselt wurden, ist durch die Tatsache, dass Linné beide in einer Gattung zusammenfasste, plausibel. Die vorlinnéschen Botaniker unterschieden die beiden Gattungen ebenso wenig. Daher ist in der altüberlieferten und volksmedizinischen Tradition nicht immer eindeutig nachvollziehbar, welcher Art, oder welchen Angehörigen welcher Gattung die arzneilich postulierte Verwendung zugeschrieben wurde.
Zidorn, der die phytochemischen Untersuchungen noch auf Basis der klassischen Gruppeneinteilung sensu Widder (inklusive der Sektion Oporinia) durchführte, konnte bei Leontodon dabei die Flavonoide Luteolin, die Kaffeesäurederivate Chlorogensäure, 3,5-Dicaffeoylchinasäure, Caffeoylweinsäure und Cichoriumsäure, in Leontodon crispus zusätzlich das Cumarin Aesculin nachweisen. Daneben noch 5,12-Guaianolide, sowie ein von Zidorn erstmal nachgewiesener Naturstoff Hydroxahypocretenolid-β-D-glucopyranosid-4’-14’’-hydroxhypocretenoat. Aus Leontodon hispidus isolierte Sesquiterpenlactone zeigten in zytotoxischen und inflammatorischen pharmakologischen Testversuchen eine beachtliche Aktivität in den Indikationsgebieten. In antileukämischen Modellen erwiesen sich Taraxacum-Extrakte als wirkungslos, die von Leontodon hispidus als hochaktiv.
Allgemein sind die Vertreter der Hypochaeridinae durch das Vorkommen von Hypocretenoliden aus der Gruppe der Sesquiterpenlactone gekennzeichnet, die sonst nur noch von Crepis aurea bekannt geworden sind. In der Gattung Leontodon ist durch das singuläre Vorkommen von Hydroxyhypocretenoliden ebenfalls eine phytochemotaxonomische Eingrenzung innerhalb der Hypochaeridinae möglich. Bei den Hypochaerindinae sind Derivate von Kaffeesäuren die am stärksten verbreiteten sekundären Metabolite. Unter den Flavonoiden sind seltene Isoetin-Derivate verbreitet. Sie lassen sich durch ihr spärliches Auftreten im Pflanzenreich schwer zuordnen. Neben dem Auftreten in den Kladen der Hypochaeridinae sind sie noch im Tribus der Cichorieae bei weiteren Korbblütlern beschrieben wurden.
In Leontodon crispus konnte Zidorn (2006) Phytohämaglutinin (PHA) (phasein acid) nachweisen. Diese sonst in Leguminosen charakteristische Lektin ist bei anderen bis jetzt untersuchten Arten von Leontodon nicht vorhanden, jedoch sind die nächstverwandten Arten von Leontodon crispus (Leontodon asperrimus, Leontodon graecus, Leontodon rossianus) phytochemisch noch nicht untersucht (Stand März 2017).

## Vorkommen

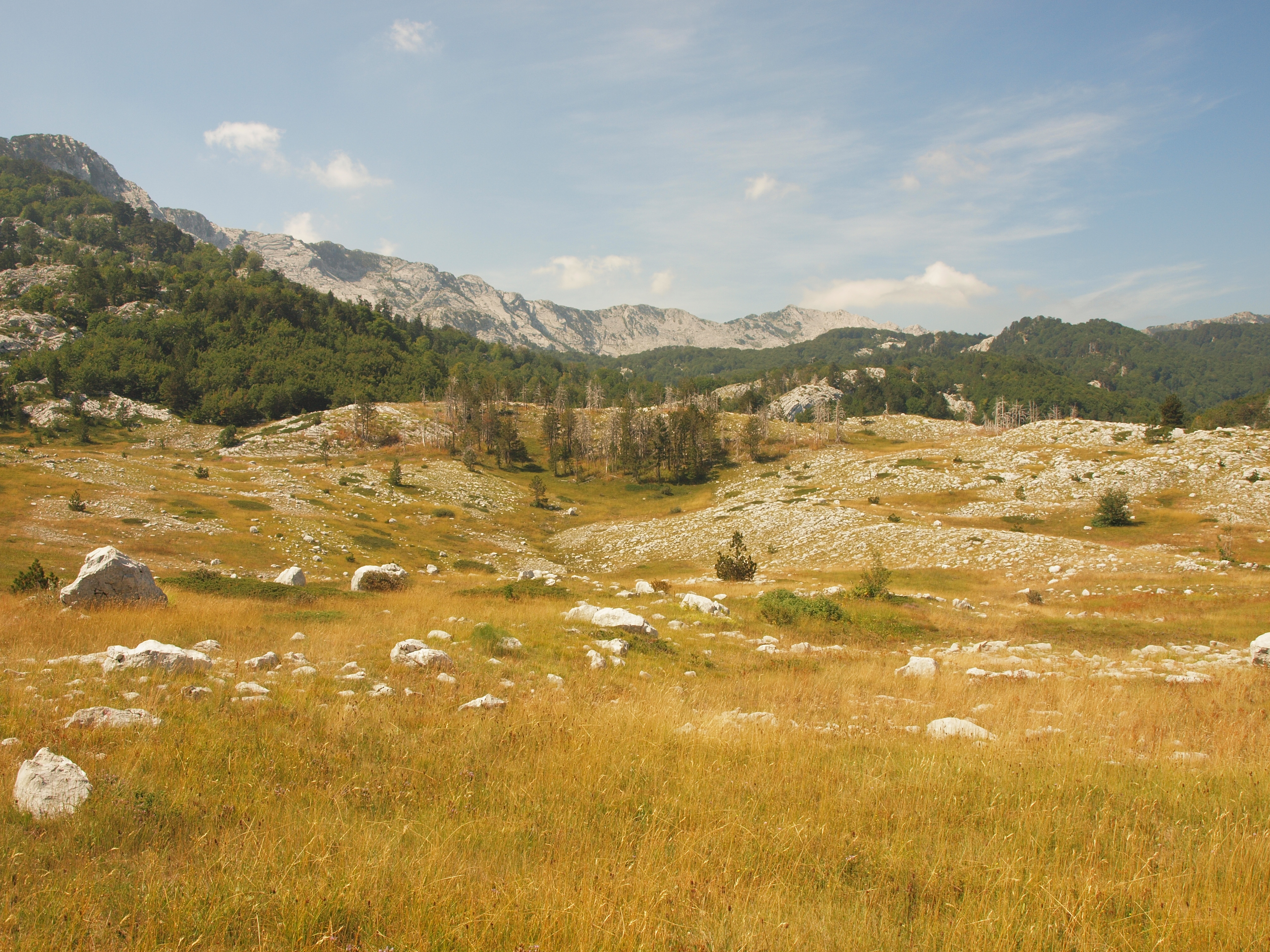
Standort des Krausen Löwenzahns sind Kalkmagerrasen (Festuco-Brometea). Auf dem abgebildeten trocken-warmen, montanen Standort auf der Bijela gora in Montenegro ist Leontodon crispus beispielsweise mit Thymus striatus, Iris pseudopallida und Gentianella crispata vergesellschaftet.

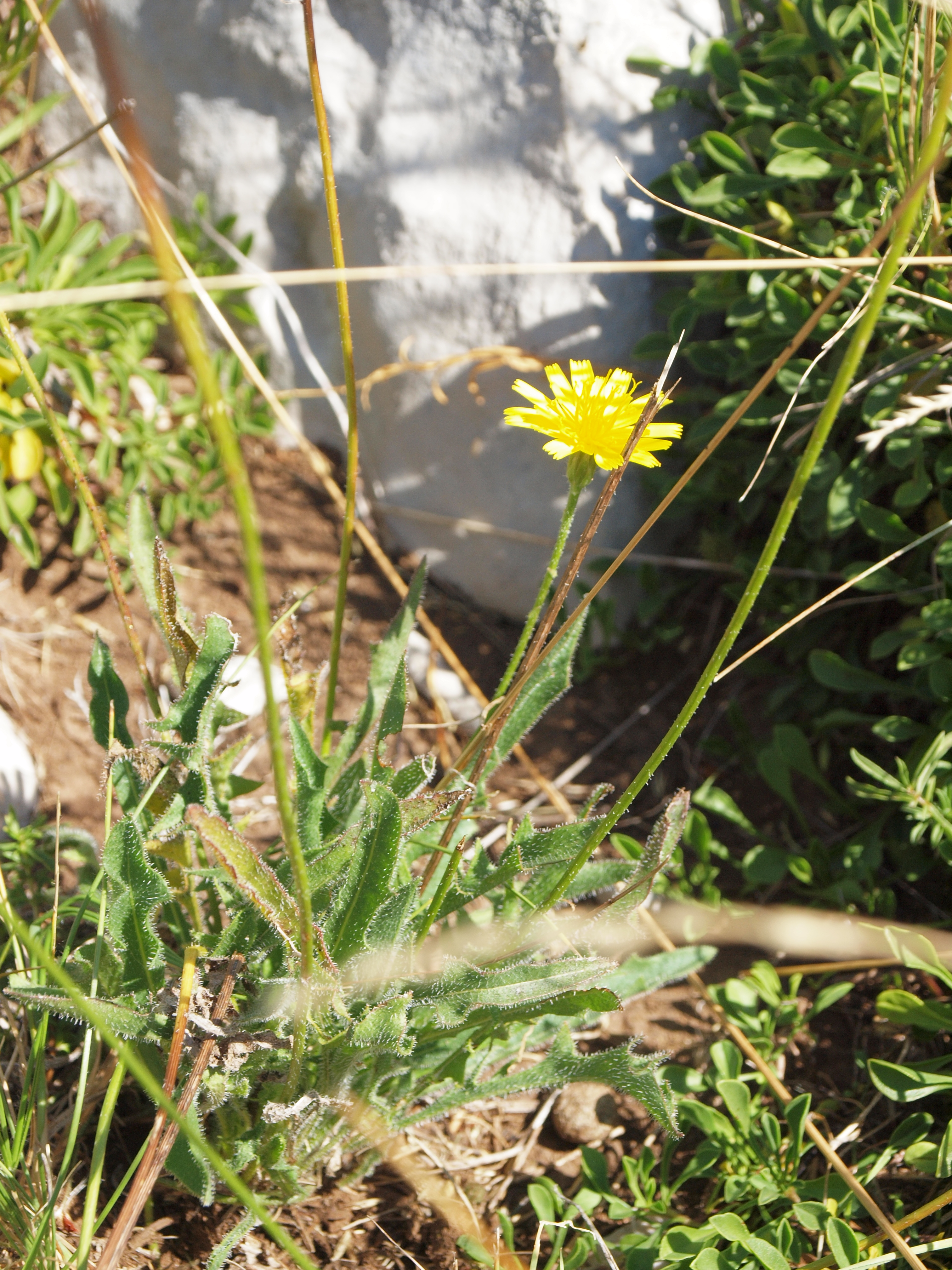
In den montanen Kalkmagerrasen der Bijela gora tritt Leontodon crispus vereinzelt aber stetig auf. Seine Blütezeit reicht von Juni bis August.

Die Gattung ist vom ozeanischen westlichen Mittelmeer über Nordwestafrika bis in das euryozeanische Flachland Westrusslands, Südskandinavien, auf den Britischen Inseln bis ins südliche Schottland sowie nach Osten bis zum südlichen Kaspischen Meer verbreitet. Einen Verbreitungsschwerpunkt findet die Gattung im meridional-submeridionalen Raum, wo nur der Steifhaarige Löwenzahn sein Areal temperat über die submeridionalen Gebirge auch in die Flachländer Europas und anthropogen bedingte Rasen verbreitert hat. Neosynanthrop ist Leontodon hispidus in aufgelockerten Beständen bis ins subboreale Russland und Finnland eingewandert.
Die Höhenverbreitung der Arten reicht mehrheitlich von montan bis subalpin sowie (sub)mediterran bis alti-mediterran. Im Mittelmeerraum wird unter anderem Leontodon crispus von der Küste bis in die Hochlagen der Dinariden gefunden. Im Alpenraum besiedelt Leontodon hispidus von der collinen, montanen und alpinen Stufe praktisch alle Höhenstufen und ist damit eine der wenigen Alpenpflanzen (alpine Art), die nicht spezifisch nur über der Baumgrenze auftreten. Jedoch bildet er genetisch deutlich unterschiedene Ökotypen oder Kleinarten, die einen wesentlichen Teil ihrer Merkmale beibehalten, wenn man sie in eine andere Höhenstufe verpflanzt. Leontodon hispidus wird in gedüngten Almweiden, die zum Mähen von Winterfutter nicht mit Vieh besetzt sind, und durch Wegfallen hochwüchsiger, gegen Beweidung empfindlicher Pflanzen und wenig lichtbedürftiger Arten gefördert. Da solche Weiden durch Leontodon hispidus sowie Crepis aurea hervortreten, die in den Alpen Milchkraut genannt werden, wird sie „Milchkrautweide“ (Bergfettweide) genannt.
Das Verbreitungsgebiet der Arten separiert sich nach den Sektionen:
- die Arten der Sektion Leontodon (u. a. Leontodon hispidus) ist aus submeridionalen Gebirgen in submeridional-temperat euryozeanische Flachländer vorgedrungen
- die Arten der Sektion Asterothrix (u. a. Leontodon crispus, Leontodon biscutellifolius, Leontodon graecus, Leontodon oxylepis und Leontodon asperrimus) sind ostmediterran-iranisch-iberisch-ostsubmediterran-alpisch-(karpatisch) verbreitet
- die Arten der Sektion Thrincia (u. a. Leontodon saxatilis) sind im ozeanischen westlichen Mittelmeerraum entfaltet.

Die Arten ziehen im Winter zumeist ein. Sie besiedeln oft Pionierstandorte wie im Kalkbachgeröll (Leontodon berninii) oder Schutthalden des Hochgebirges (Leontodon hispidus subsp. hyoseroides) sowie Kalkmagerrasen in lichten Kiefern-Trockenwäldern, Halbtrocken- oder Trockenrasen der Berg- und oberen Hügelstufe sowie sonnige subalpine Rasenhänge auf kalkreichen Fels- und Kiesböden (Leontodon incanus, Leontodon crispus).
Neben den mehrjährigen Ganzrosettenstauden treten in der Sektion Thrincia kurzlebige Arten (Leontodon tuberosus) oder Heterokarpie bei Leontodon saxatilis auf. Die mehrjährige Leontodon saxatilis hat eine immergrüne Belaubung, was mit dem Fehlen einer endogenen Winterruhe übereinstimmt. Dabei ist die Art auch frostempfindlich; sie kommt jenseits der −1° Januarisotherme nicht mehr vor. Synanthrop konnte sich Leontodon saxatilis Vorposten in Schweden, Österreich, Rumänien, Schweiz, das ozeanische Nordamerika, Argentinien und Neuseeland bilden.
Eine Vorliebe für Kalk ist den meisten Arten zu eigen; Vorkommen auf Ultramafiten und ultrabasischen Serpentenitböden werden auf der Balkanhalbinsel von Leontodon crispus agg. beschrieben.
Für die Ausbreitung ist Anemochorie in allen Arten kennzeichnend. Dabei zeigen die Früchte von Leontodon hispidus s.lat. eine größere Fallgeschwindigkeit als vergleichbare Früchte von Ruderalpflanzen wie dem Löwenzahn aus der Gattung Taraxacum. Während die Regressionskurve zwischen Fallhöhe und Sinkgeschwindigkeit bei Taraxacum officinale steil und mit geringen Sinkgeschwindigkeiten von 0,33 m/s ist, sind die Regressionskurven der Achänen von Leontodon hispidus flach und haben etwa doppelt so große Sinkgeschwindigkeiten von 0,63 m/s. Ausschlaggebend sind hier jedoch die geringeren Gewichte der Diasporen von Ruderalpflanzen (Taraxacum) die in Verbindung mit großen Samenmengen deren Fortpflanzungsstrategie bestimmt. Leontodon-Arten, unter denen kaum Ruderalpflanzen vorkommen (Ausnahme sind Arten der Sektion Thrincia), sind in Magerwiesen sowie auf konkurrenzschwachen Pionierstandorten (Schutthalden) zu finden. Samengewichte inklusive Pappus liegen bei Leontodon hispidus bei über 1000 µg und wurden trotz des hohen Gewichts in einer Vergleichsuntersuchung weiter verbreitet als Wiesenarten mit ähnlichen Diasporengewichten (Plantago lanceolata, Poterium sanguisorba und Cirsium acaulon). Leontodon hispidus zeigt sich in geschlossenen Kalkwiesen Englands auch als konkurrenzstarke Art, die sich über die Verbreitung von Diasporen erfolgreich fortpflanzt.
Leontodon crispus s. l. (wohl Leontodon biscutellifolius) zeigte sich bei vergleichenden Untersuchungen im thessalischen Olymp auf dem Plateau der Museen in Höhenlagen über 2400 Metern als durch Fluginsekten meistbesuchte Pflanze, obwohl er nur zu den mittelhäufigen blühenden Arten und nur mit mittlerem Deckungsgrad in den Vergleichsflächen aufgetreten war. Eine Blühdauer von 30 Tagen konnte dabei ermittelt werden. Als wichtigste Bestäuber wurden Hummeln (7,5 %), Schwebfliegen (39,8 %) und Schmetterlinge (18,8 %) gezählt.
Für die Vermehrung aller Leontodon-Arten ist praktisch immer Fremdbestäubung notwendig. Dies unterscheidet sie von den eigentlichen Löwenzähnen (Taraxacum) oder den Arten der formenreichen Gattung der Habichtskräuter (Hieracium), bei denen apomiktische Samenbildung ohne Bestäubung regelmäßig vorkommt.

## Systematik

### Traditionelle Systematik
Die Gattung Leontodon wurde von Carl von Linné 1753 in der ersten Edition von Species Plantarum mit ursprünglich sechs Arten aufgestellt. Neben Leontodon anerkannte Linné auch die Gattungen Picris und Hypochaeris als traditionelle Mitglieder im Subtribus Hypochaeridinae Less. Durch Zuordnung von Taraxacum officinale (als Leontodon Taraxacum), Leontodon Bulbosum (eine Sonchus-Art und heute Sonchus bulbosus) sowie Leontodon Dandelion (heute Krigia dandelion) war die Gattung überaus verworren. Nur zwei Arten der ursprünglichen Linnéschen Gliederung sind aktuell noch bei Leontodon (Leontodon hispidus und Leontodon tuberosus). Nachdem Michel Adanson 1763 die Typifizierung des Gattungsnamens Leontodon anhand Leontodon Taraxacum (also für die Gattung Taraxacum) für Arten mit zurückgeschlagenen Hüllblättern vorgenommen hatte und er den eigentlich zu Leontodon gehörenden Arten mit aufrechten Hüllblättern den neuen Namen Virea Adanson gab, musste, um den botanischen Gattungsnamen Leontodon beizubehalten, dieser nomenklatorisch geschützt werden. Daher beantragte Beryl Brintnall Simpson (als Beryl Simpson Vuilleumier) 1969 auf dem Internationalen Botanischen Kongress in Seattle den Schutz des Gattungsnamens Leontodon. Im Code 1972 wurde der Gattungsname Leontodon in die Liste der „Nomina generica conservanda“ aufgenommen. Da die Gattung zweifellos auf Basis von Taraxacum officinale typifiziert wurde, dieser als konservierter Name sowie gleichfalls Typus der Gattung Taraxacum ist, musste ebenfalls ein Typus Conservandus für Leontodon bestimmt werden. Die Gattung wurde 1969 mit dem Steifhaarigen Löwenzahn (Leontodon hispidus) typifiziert, was auf einen Vorschlag von 1930 durch Mary Letitia Green zurückgeht. Eine von Widder 1931 aus Unkenntnis des Vorschlags von Green vorgenommene Typifizierung mit Leontodon autumnalis (jetzt Scorzoneroides autumnalis) wurde 1975 berichtigt.
Das Wissen um das taxonomische Durcheinander innerhalb der Gattung veranlasste Giovanni Antonio Scopoli 1772 Leontodon in drei Gattungen zu zerlegen. 1777 schloss er sich dennoch der Ansicht Adansons an und verwendete von nun an den Gattungsnamen Leontodon für Taraxacum. Dadurch wuchs die Verwirrung um die Abgrenzung abermals, da Scopoli nun Leontodon „autumnale“ zu Picris, Leontodon „hispidum“ zu Virea Adans. sowie die nahe verwandte Art Leontodon „danubiale“ zu Apargia stellte. Nachfolgende Botaniker konnten das entstandene Durcheinander nicht mehr entflechten. Erst Widder (1931, sowie posthum 1975) stellte eine allgemeingültige Unterteilung der Gattung, u. a. aufgrund der nickenden oder aufrechten Blütenkörbe kurz vor der Anthese, in die beiden Untergattungen Oporinia und Leontodon mit insgesamt fünf Sektionen auf. Eine Doktorandin Widders, Helga Pittoni, hatte in ihrer 1948 abgeschlossenen Dissertation Haartypen als wichtige diakritische Merkmale für ungeklärte Fragen in den Verwandtschaftsverhältnissen der Arten der Gattung herausstellen können. In gekürzter Fassung wurden die Ergebnisse 1974 veröffentlicht und boten einen besseren Ansatz als die von Finch & Sell (1975) in der Flora Europaea vorgenommene infragenetische Abgrenzung. Obwohl Widder eine mehrfach angekündigte Monographie der Gattung nicht mehr vollenden konnte, erhellte eine von Helga Pittoni 1975 posthum herausgegebene Manuskriptsammlung Widders Ansichten zur infragenetischen Untergliederung in Leontodon. Nach diesem Schema wurde Leontodon erstmals in der von Sandro Pignatti herausgegebenen Flora d'Italia 1982 durch Pittoni bearbeitet, welche in dieser Form bis 2006 Gültigkeit behielt.

### Molekulare und phytochemische Systematik

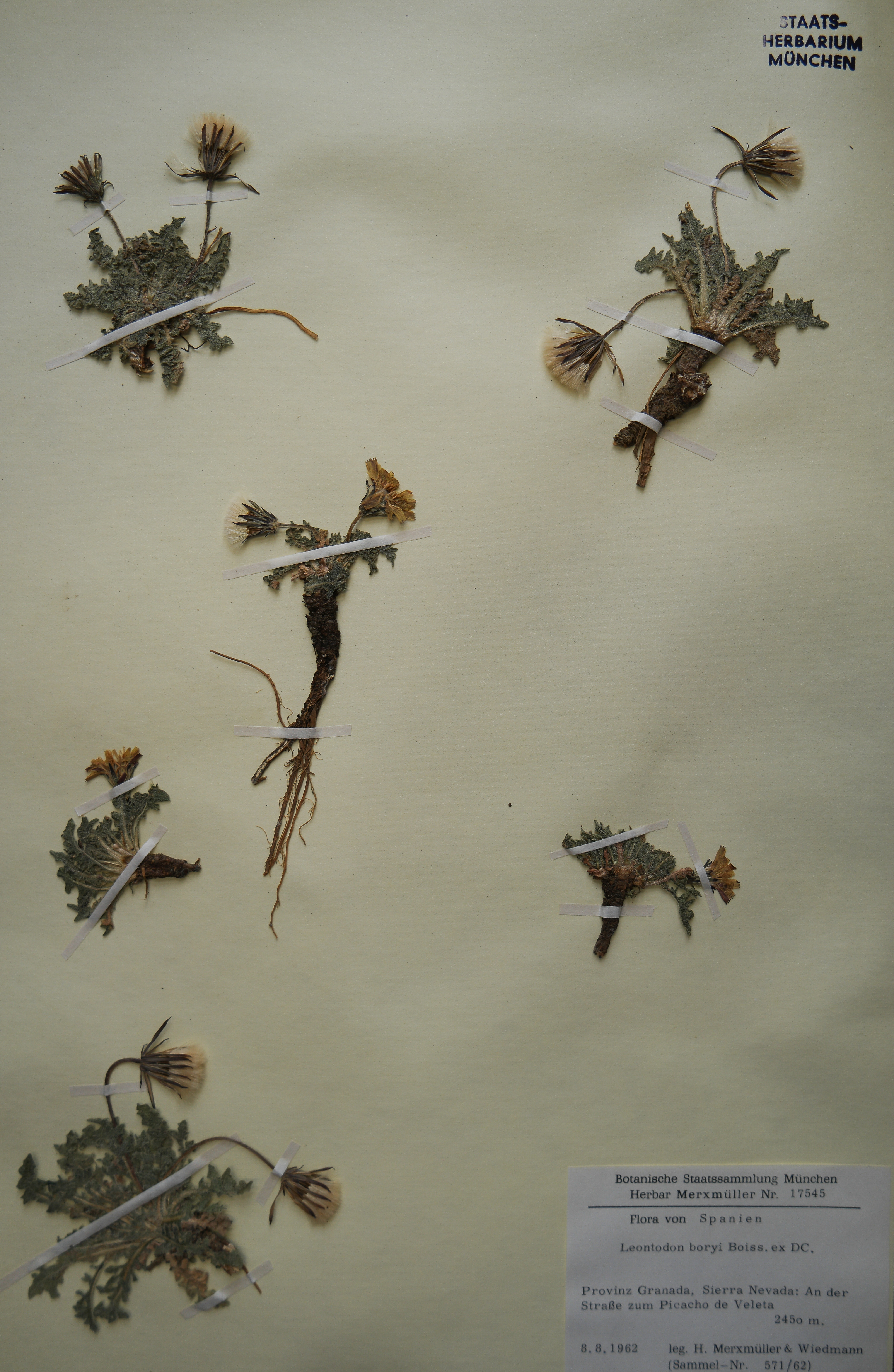
Leontodon boryi ist ein Endemit der Sierra Nevada in Andalusien und gehört zu den drei Leontodon-Arten mit polyploiden Chromosomensätzen, für die eine Hybridisierung vermutet wird.

Als DNA-Analysen eine diphyletische Struktur zwischen den Vertretern der Untergattungen Oporinia und Leontodon aufdeckten, musste die Untergattung Oporinia unter der Wiederinkraftsetzung der Gattung Scorzoneroides ausgegliedert werden, was 2006 zur Abgrenzung der Gattung Leontodon aus den Vertretern der Taxa der Untergattung Leontodon mit den Sektionen Leontodon, Asterothrix und Thrincia führte. 2012 zeigten weitere molekulargenetische und phytotaxonomische Untersuchungen, dass die Gattung Hedypnois mit Leontodon klustert. Daher wurden die ehemaligen Arten der Gattung zu Leontodon gestellt. Bei den DNA-Analysen stellten sich die Leontodon Arten Leontodon boryi, Leontodon rosani und Leontodon villarsii als Schwesterkladen von Hedypnois und Leontodon siculus heraus. Nachdem sich die Sektion Leontodon damit in ihrer Einteilung aus den beiden Sektionen Leontodon und Asterothrix als paraphyletisch erwiesen hat, schlugen die Autoren vor, Asterothrix sowie die Gattung Hedypnois in Leontodon einzugliedern. Ob die Sektion Thrincia Schwestergruppe oder separate Gattung der Sektion Leontodon (inklusive Asterothrix und Hedypnois) muss durch weitere Untersuchungen geklärt werden.
Für die Neuauflage der Flora d'Italia ist für die Gattungen Leontodon und Scorzoneroides ein überarbeiteter taxonomischer Schlüssel angegeben.
Allgemein ist Leontodon nächst mit Picris und Helminthotheca verwandt und zusammen mit Hypochaeris eine Clade bilden. Während die Morphologie der Arten mit in der Regel unverzweigten Stängeln relativ einheitlich ist, besteht bei den beiden Azoren-Vertretern Leontodon filii und Leontodon rigens mit stark verzweigten Stängeln eine Anomalie. Genetisch stehen sie der Sektion Leontodon um die Gruppe des Steifhaarigen Löwenzahn (Leontodon hispidus s. lat.) nahe. Charakteristiken der Sektionen sind:
- Gabel- oder Ankerhaare sowie zwei unterschiedliche Reihen gefiederter und einfacher Pappushaare sowie ein Chromosomensatz von zumeist 2n=14 bei Leontodon (u. a. Leontodon hispidus),
- Sternhaare und eine gleichförmige Reihe gefiederter Pappushaare mit zumeist 2n = 8 bei der Sektion Asterothrix (u. a. Leontodon crispus),
- zu Schuppen reduzierten äußerem Pappus, langen Gabelhaaren und einen Chromosomensatz mit 2n = 8 in der artenarmen Sektion Thrincia (u. a. Leontodon saxatilis),
- Bei drei zur Sektion Asterothrix zählenden Arten mit annomalen Karyotypen Leontodon boryii (2n = 14, Sierra Nevada), Leontodon villarsii (2n=14, südwestliches Frankreich und Spanien) sowie Leontodon rosanii (2n = 22, Italien) wird ein allpolyploider Ursprung vermutet, der eine Kreuzung von Vertretern der Sektionen Leontodon und Asterothrix nahelegt.

### Arten und ihre Verbreitung

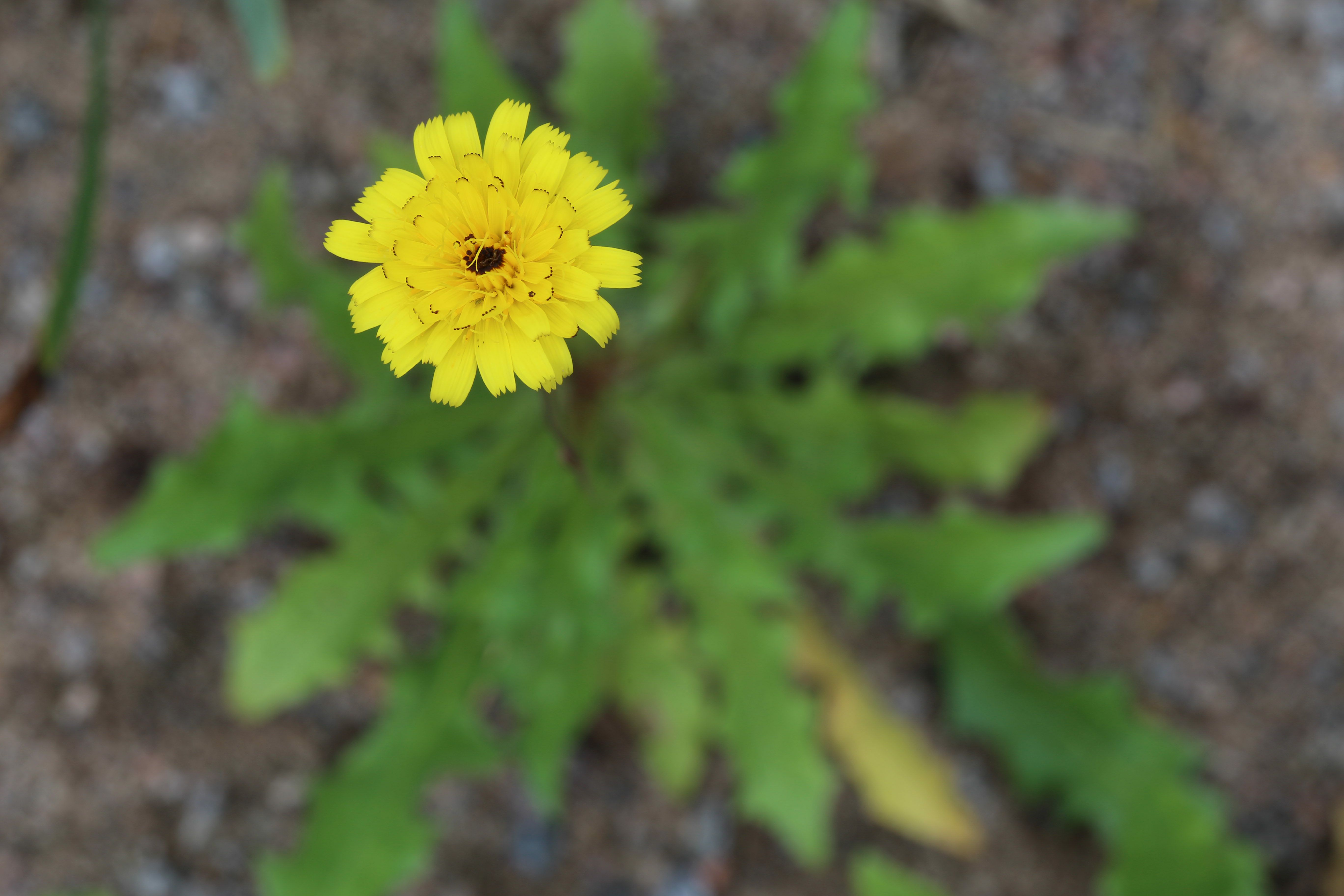
Leontodon caucasicus

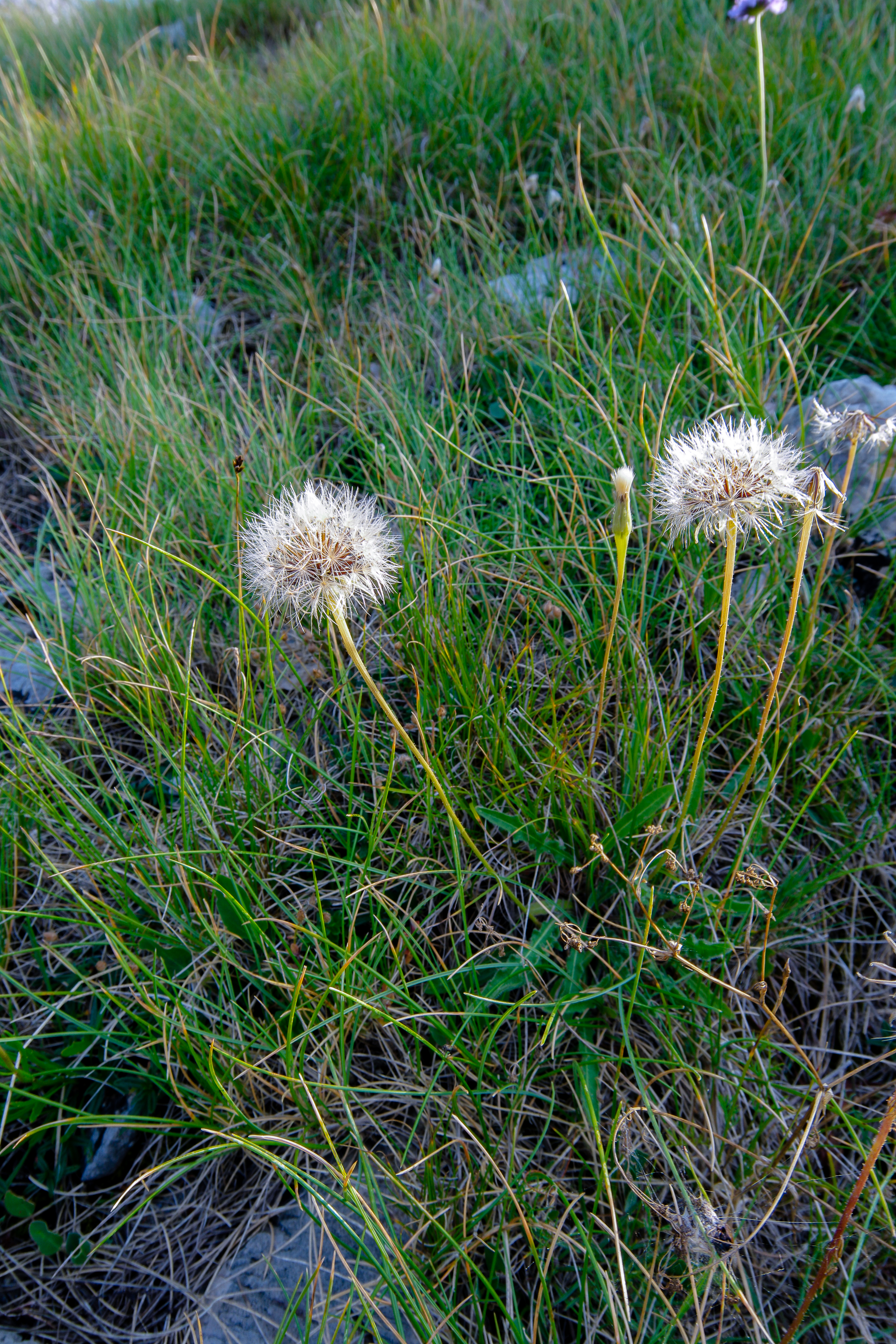
Der Krause Löwenzahn (Leontodon crispus agg.) stammt aus den submediterran-pontischen Steppengebieten Südeuropas und Transkaukasiens. Das Taxon bildet eine Sammelart.

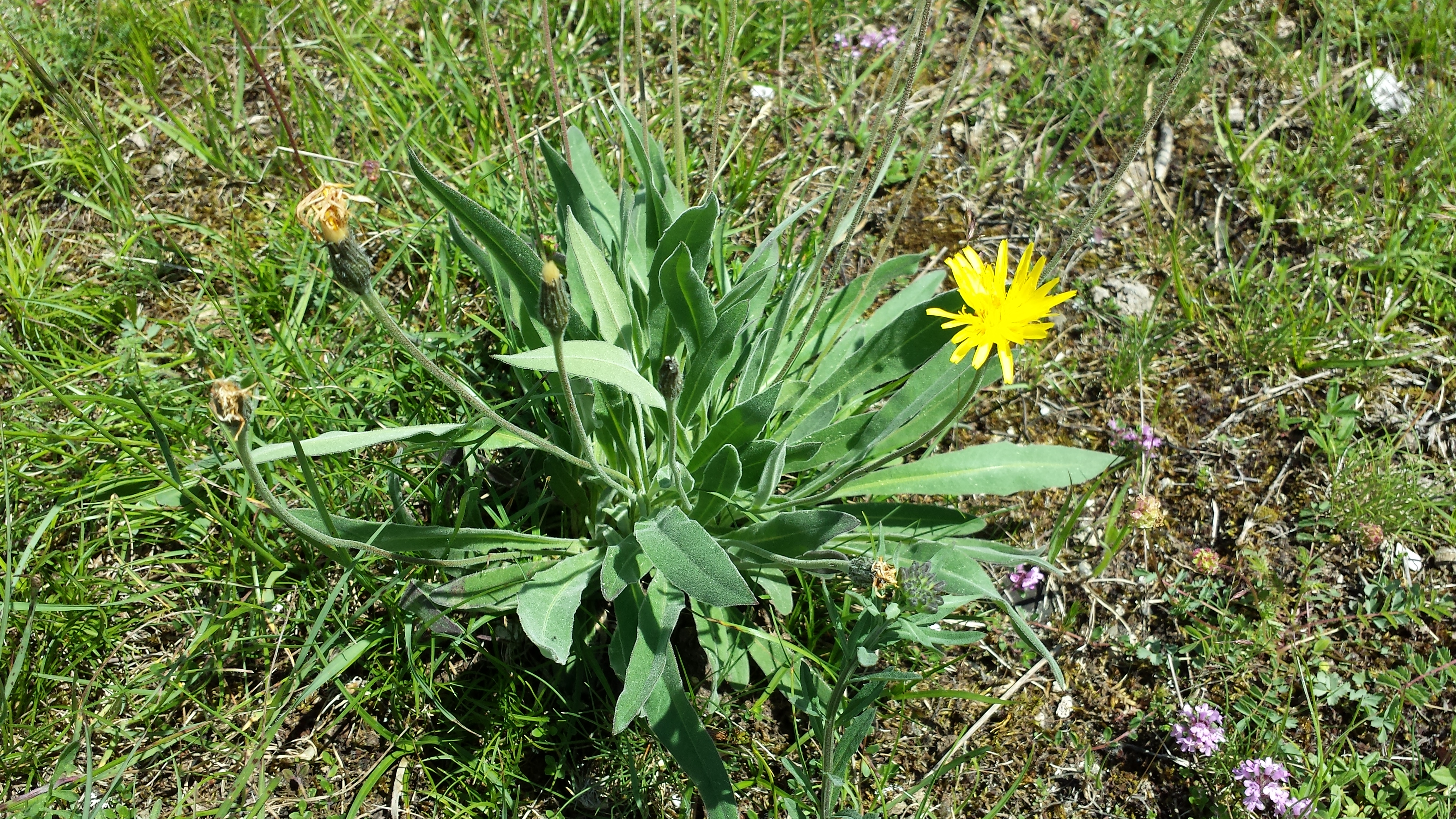
Grauer Löwenzahn (Leontodon incanus)

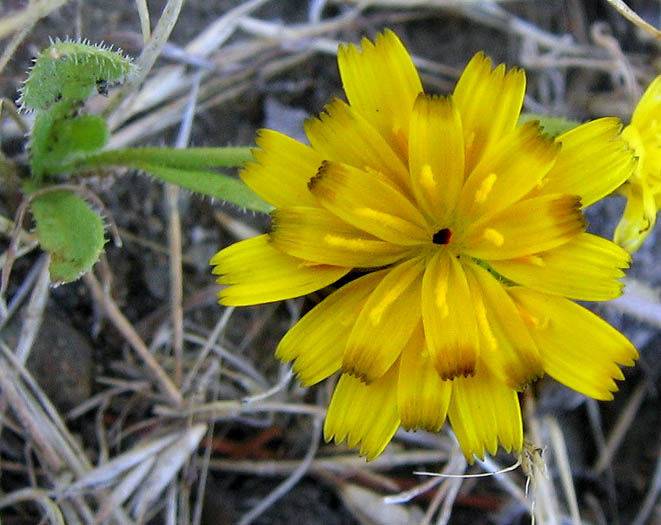
Leontodon rhagadioloides (Syn.: Hedypnois cretica)

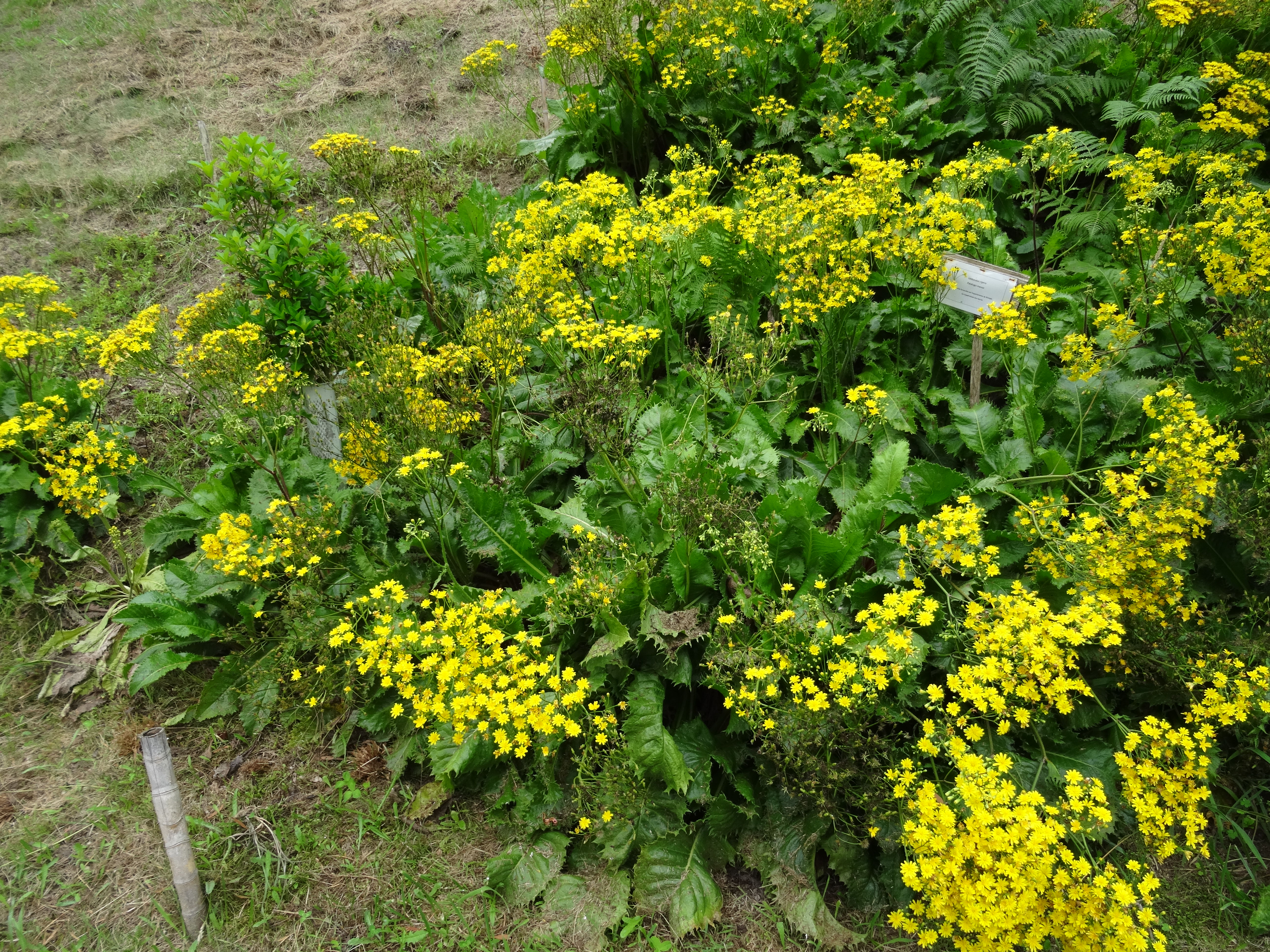
Leontodon rigens

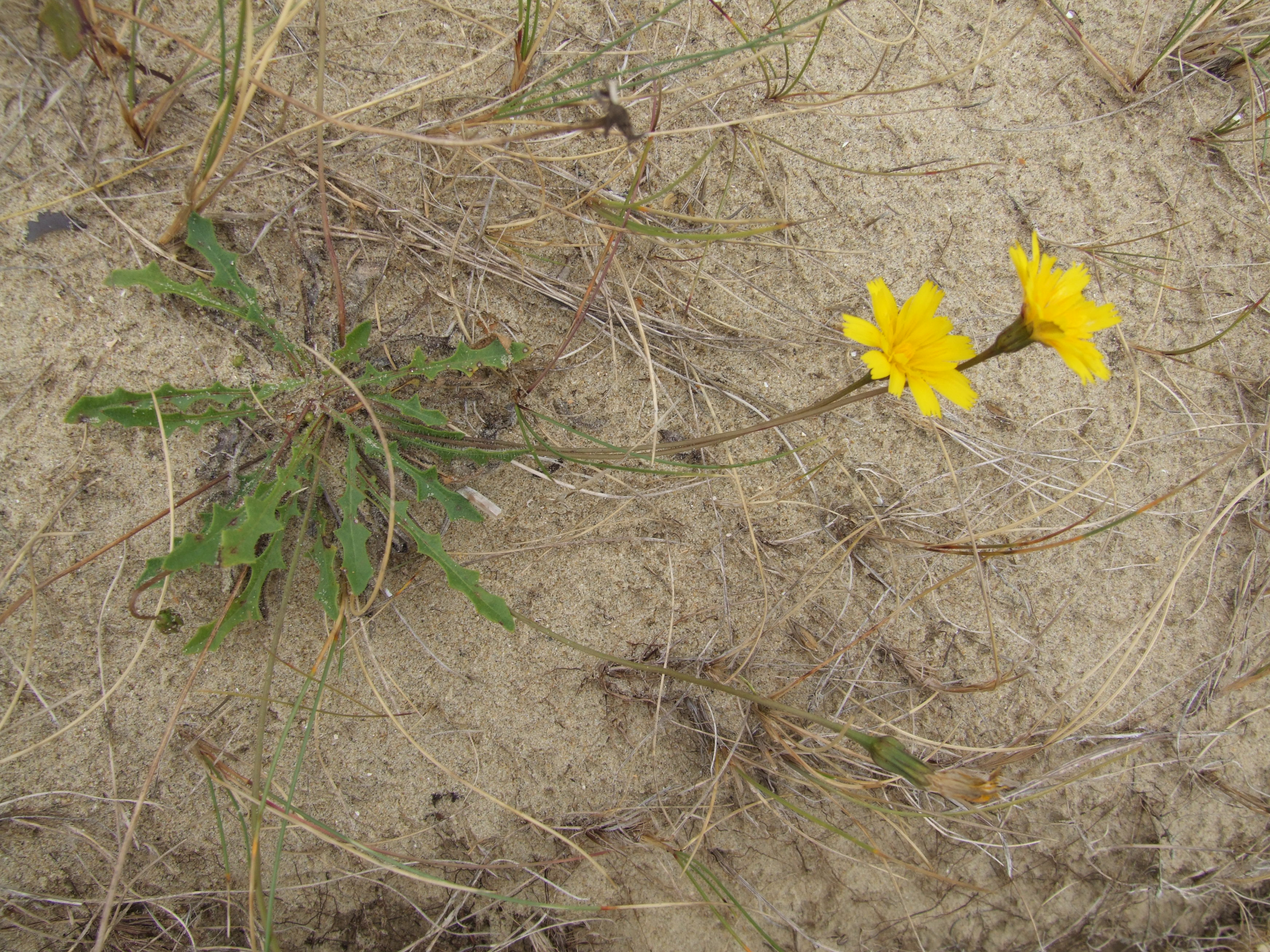
Fels-Löwenzahn oder Nickender Löwenzahn (Leontodon saxatilis)

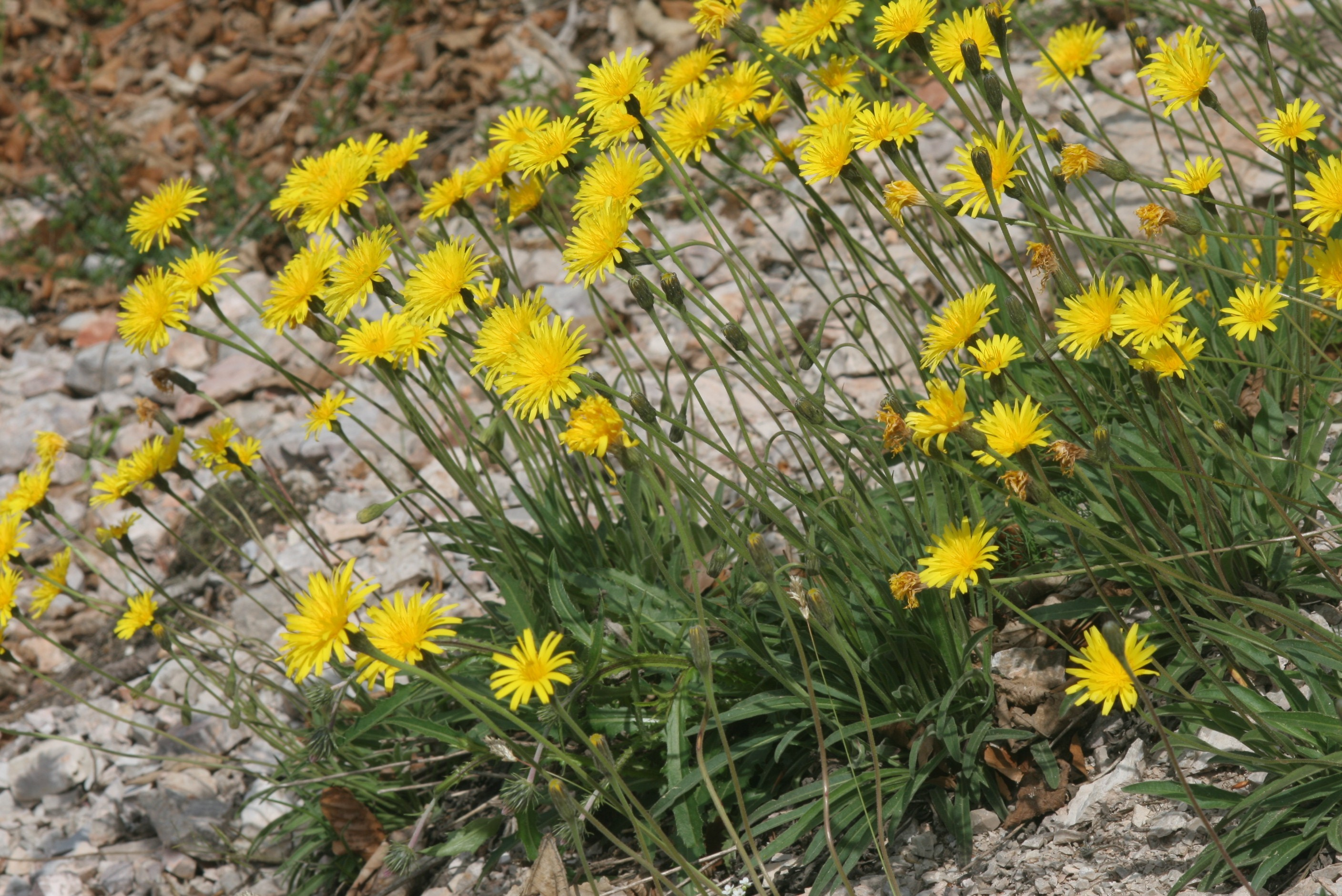
Leontodon tenuiflorus

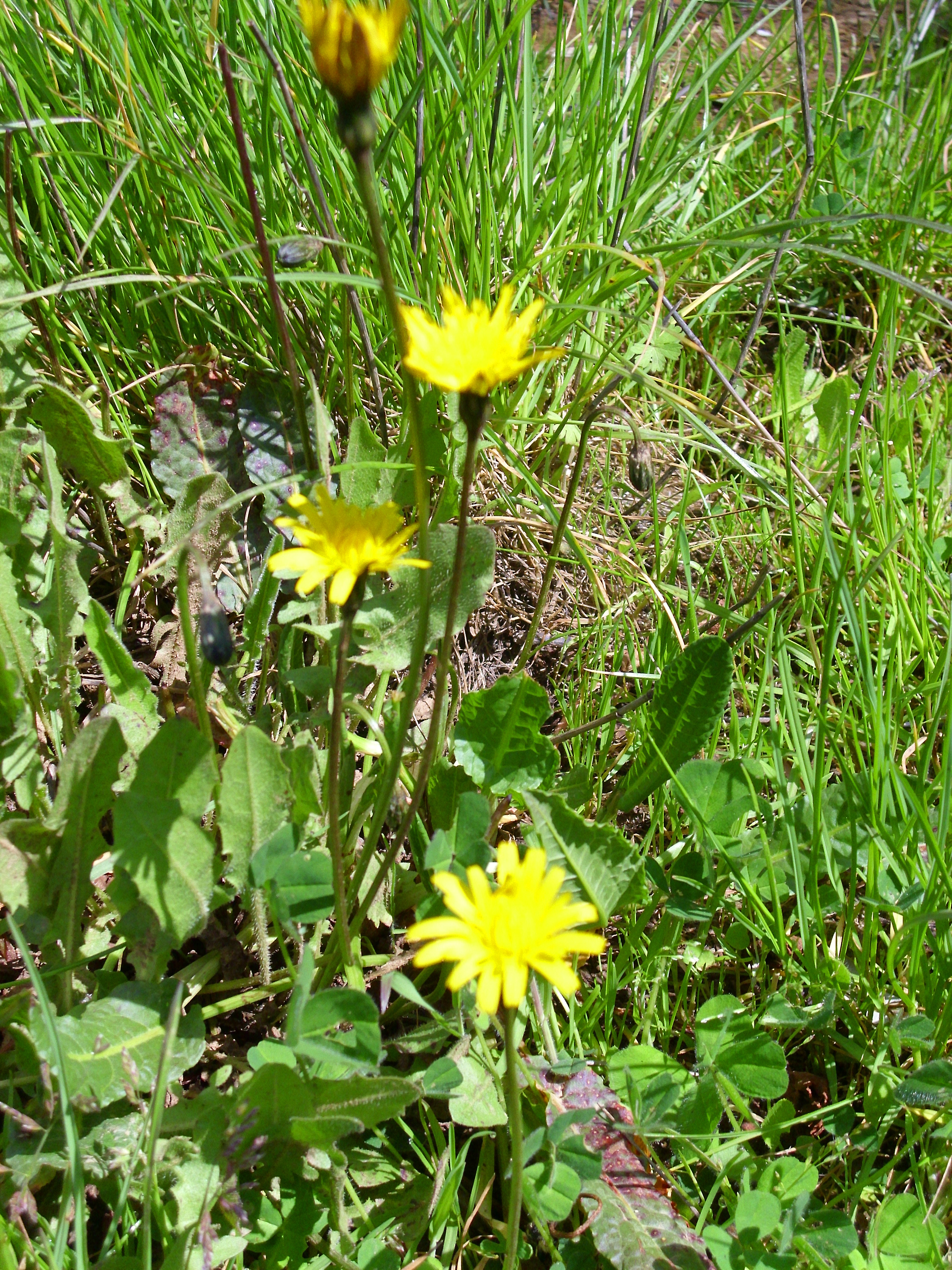
Leontodon tuberosus

Der Gattungsname Leontodon leitet sich von den griechischen Wörtern leon (Wortstamm leont-) für Löwe und odous (Wortstamm odont-) für Zahn ab. Für Leontodon L. gibt es die Synonyme: Apargia Scop., Microderis A.DC., Thrincia Roth. Die klassische taxonomische Einteilung der Arten in der Gattung Leontodon zeigte sich nach molekulargenetische Untersuchungen als diphyletisch. Dadurch wurden alle Arten der ehemaligen Untergattung Oporinia und den zwei Sektionen Oporinia und Kalbfussia mit der Wiederinkraftsetzung der Gattung Scorzoneroides Vaill. ausgegliedert. Die Gattungen Leontodon und Scorzoneroides umfassen jeweils 25 Arten, ein Mannigfaltigkeitszentrum von Leontodon findet sich auf der Apennin-Halbinsel mit 13 Arten und 15 Taxa inklusive Unterarten der Gattung Leontodon s. str. Italien beherbergt daher auch fünf endemische: Leontodon anomalus, Leontodon apulus, Leontodon intermedius, Leontodon rosani, und Leontodon siculus sowie drei subendemische Arten: Leontodon berinii (auch in Slowenien), Leontodon tenuiflorus (auch in der Schweiz), und Leontodon villarsii (mit Hauptverbreitung in Frankreich). Hauptkriterien für die Artunterscheidung sind zwei Merkmale: die Form des Induments, mit einfachen oder Sternhaaren, sowie die Knospen der Köpfe die von der Anthese hängend oder aufrecht sind. Weitere wichtige Charaktere zur Unterscheidung der Sektionen sind in der Definition von Widder (1975):
- Die Wurzel/Rhizom, welches entweder als waagrechte Pfahlwurzel oder senkrechtes Rhizom ausgebildet ist,
- Den Achänen, die entweder Verbreitungsstrategien in Form der Homokarpie oder Heterokarpie besitzen sowie
- Den Basischromosomensätzen (2n = 8, 12, 14 oder 22).

Liste der Arten:
- Leontodon anomalus Ball: Sie kommt in Italien vor.[31]
- Leontodon apulus (Fiori) Brullo: Sie kommt in Italien vor.[31] Dieses Taxon ist noch ungenügend erforscht und wird von Zidorn 2012 bis zur endgültigen taxonomischen Klärung als Art beibehalten.
- Leontodon arenicola (Sennen & Mauricio) Enke & Zidorn (Syn.: Hedypnois arenicola Sennen & Mauricio): Sie wurde aus Marokko erstbeschrieben.
- Leontodon asperrimus (Willd.) Endl.: Sie kommt auf der Krim und sonst nur außerhalb Europas in Asien vor.[31]
- Leontodon berinii (Bart.) Roth.: Sie kommt im nordöstlichen Italien und nordwestlichen Slowenien vor.[31]
- Leontodon biscutellifolius DC., Syn.: Leontodon crispus (ssp. asper). Sie kommt von Ungarn bis zur Krim, im Kaukasusraum und bis Anatolien sowie vermutlich im Iran vor.
- Leontodon boryi DC.: Dieser Endemit kommt nur in der Sierra Nevada in Spanien vor.[31]
- Leontodon caspicus (Hornem.) Enke & Zidorn (Syn.: Hedypnois caspica Hornem.)
- Leontodon caucasicus (M.Bieb.) Fisch. (Syn.: Leontodon repens Schur): Sie kommt in Georgien, in der Ukraine und in Russland vor.[31]
- Krauser Löwenzahn (Leontodon crispus Vill.). Er kommt in Spanien, Frankreich, Italien, in der Schweiz, auf Korsika und auf der Balkanhalbinsel sowie im Kaukasusraum vor.[31] Unter dem Taxon wurden als Sammelart verschiedene Taxa eingereiht[32]
- Leontodon farinosus Merion & Pau: Dieser Endemit kommt nur im Kantabrischen Gebirge im nordwestlichen Spanien vor.
- Leontodon filii Paiva & Ormonde: Dieser Endemit kommt nur auf den Azoren vor.[31]
- Leontodon graecus Boiss. & Heldr.: Sie kommt in Südgriechenland und dem Peloponnes vor.[33]
- Leontodon hellenicus Phitos: Sie ist ein Endemit, der aus dem Kalliakouda-Gebirge und Chelidon in der Stellerea Ellas in Griechenland beschrieben wurde.[34]
- Leontodon hirtus L.: Sie kommt in Frankreich und in Italien vor.[31]
- Steifhaariger Löwenzahn oder Rauer Löwenzahn (Leontodon hispidus L., Syn.: Leontodon hastilis L.): Mit den Unterarten:
  - Kahlköpfiger Rauhaar-Löwenzahn (Leontodon hispidus subsp. danubialis (Jacq.) Simonk.), Syn.: Leontodon danubialis Jacq., Leontodon hastilis L., Leontodon schischkinii V.N. Vassil., Leontodon hastilis var. glabratus W.D.J. Koch, Leontodon hispidus subsp. hastilis (L.) Corb.
  - Zweifelhafter Rauhaar-Löwenzahn (Leontodon hispidus subsp. dubius (Hoppe) Pawl., Syn.: Leontodon alpinus Jacq., Leontodon hispidus var. dubius (Hoppe) Hegi, Leontodon hispidus subsp. alpinus (Jacq.) Finch & P.D.Sell)
  - Gewöhnlicher Rauhaar-Löwenzahn (Leontodon hispidus L. subsp. hispidus)
  - Glatter Rauhaar-Löwenzahn oder Schlitzblatt-Löwenzahn (Leontodon hispidus subsp. hyoseroides (Rchb.) Murr, Syn.: Leontodon hyoseroides Rchb.). Hierzu auch Leontodon hispidus ssp. pseudocrispus (Sch. Bip. ex Bischoff) Murr[35]
  - Stattlicher Rauhaar-Löwenzahn (Leontodon hispidus subsp. opimus (W.D.J.Koch) Finch & P.D.Sell)
- Grauer Löwenzahn (Leontodon incanus (L.) Schrank)
- Leontodon intermedius Huter, Porta und Rigo: Sie kommt in Italien und Sizilien vor.[31]
- Leontodon kotschyi Boiss.: Dieser Endemit kommt nur im Elburs im nördlichen Iran vor.
- Leontodon maroccanus (Pers.) Ball: Sie kommt in Marokko, Algerien, Gibraltar und Spanien vor.[31]
- Leontodon oxylepis (Boiss.) Heldr., Syn.: Leontodon libanoticus Boiss.: Sie kommt im Vorderen Orient vor.
- Leontodon rhagadioloides (L.) Enke & Zidorn (Syn.: Hedypnois rhagadioloides (L.) F.W.Schmidt): Es gibt etwa zwei Unterarten:
  - Leontodon rhagadioloides (L.) Enke & Zidorn subsp. rhagadioloides
  - Leontodon rhagadioloides subsp. tubaeformis (Ten.) Enke & Zidorn (Syn.: Hedypnois cretica subsp. tubaeformis (Ten.) Nyman)
- Leontodon rigens Paiva & Ormonde: Dieser Endemit kommt nur auf den Azoren vor.[31]
- Fels-Löwenzahn oder Nickender Löwenzahn (Leontodon saxatilis Lam.): Es gibt etwa vier Unterarten:
  - Leontodon saxatilis subsp. mesorhynchus (Maire) Maire: Sie kommt nur in Marokko vor.[31]
  - Leontodon saxatilis subsp. perennis (Emb. & Maire) Maire: Sie kommt nur in Marokko vor.[31]
  - Leontodon saxatilis subsp. rothii Maire (Syn.: Leontodon taraxacoides (Villars) Mérat subsp. longirostris Finch & P.D.Sell): Sie kommt auf Madeira, in Marokko, Algerien, Tunesien, in Portugal, Spanien, Frankreich, auf den Balearen und in Albanien vor und ist vielleicht auch ursprünglich auf den Kanaren und Azoren.[31]
  - Leontodon saxatilis Lam. subsp. saxatilis (Syn.: Leontodon nudicaulis J.Banks nom. illeg., Leontodon nudicaulis subsp. taraxacoides (Villars) Schinz & Thellung, Leontodon leysseri (Wallroth) G.Beck): Sie kommt in Westasien und in Europa vor, fehlt aber im Norden.[31]
- Leontodon schousboei Enke & Zidorn (Syn.: Hedypnois arenaria (Schousb.) DC.): Sie kommt in Marokko, Gibraltar, Portugal und Spanien vor.[31]
- Leontodon siculus (Guss.) Nyman: Sie kommt in Italien und in Sizilien vor.[31]
- Leontodon tenuiflorus (Gaudin) Rchb. (Syn.: Leontodon incanus subsp. tenuiflorus (Gaudin) Schinz & R.Keller): Sie kommt in Frankreich, Italien, in der Schweiz und in Slowenien vor.[31]
- Leontodon tuberosus L.: Sie kommt in Nordafrika, in Südeuropa und Westasien vor.[31]
- Leontodon villarsii (Willd.) Loisel., Sie kommt in Italien und Frankreich vor.

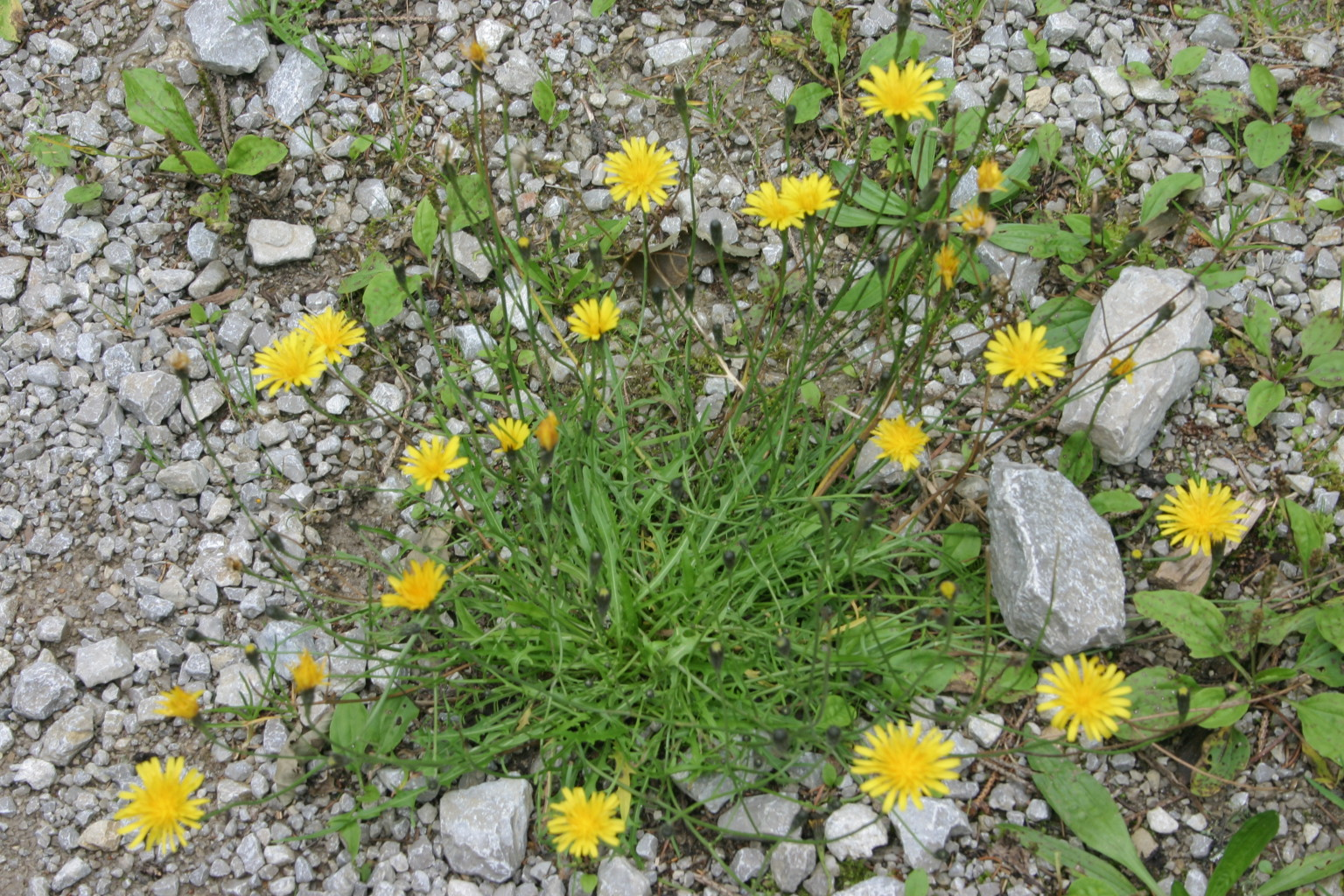
Herbst-Löwenzahn (Scorzoneroides autumnalis)

Nicht mehr zu dieser Gattung werden gerechnet:
- Herbst-Löwenzahn (Leontodon autumnalis L.) => Scorzoneroides autumnalis (L.) Moench
- Leontodon carpetanus Lange => Scorzoneroides carpetana (Lange) Greuter
- Leontodon cichoriaceus (Ten.) Sanguin. => Scorzoneroides cichoriacea (Ten.) Greuter
- Leontodon croceus Haenke => Scorzoneroides crocea (Haenke) Holub
- Leontodon duboisii Sennen => Scorzoneroides duboisii (Sennen) Greuter
- Schweizer Löwenzahn (Leontodon helveticus Mérat, Syn.: Leontodon pyrenaicus subsp. helveticus (Mérat) Finch & P.D.Sell) => Scorzoneroides helvetica (Mérat) Holub
- Leontodon hispidulus (Delile) Boiss. => Scorzoneroides hispidula (Delile) Greuter & Talavera
- Leontodon keretinus F.Nyl. => Scorzoneroides keretina (F.Nyl.) Greuter
- Leontodon microcephalus (DC.) Boiss. => Scorzoneroides microcephala (DC.) Holub
- Berg-Löwenzahn (Leontodon montanus Lam.) => Scorzoneroides montana (Lam.) Holub
- Leontodon pyrenaicus Gouan => Scorzoneroides pyrenaica (Gouan) Holub
- Leontodon muelleri (Sch.Bip.) Fiori => Scorzoneroides muelleri (Sch.Bip.) Greuter & Talavera
- Leontodon rilaensis Hayek => Scorzoneroides rilaensis (Hayek) Holub[36]
- Leontodon salzmannii (Sch.Bip.) Greuter & Talavera => Scorzoneroides salzmannii (Sch.Bip.) Greuter & Talavera

## Nutzung
Die einzige bekannt gewordene Nutzung ist bei Leontodon hispidus eine Beimischung zu Blumen-Saaten von Bienenweiden. In der Schweiz ist er für praktisch alle Renaturierungsmaßnahmen von Straßenböschungen eine empfohlene Pflanze. Er ist zudem einer der Zielarten bei der Wiesenbegrünung in der schweizerischen Landwirtschaft.

## Etymologie
Nach dem Etymologischen Wörterbuch von Kluge hat 1533 der Namenforscher Rösslin den Leontodon als Löwenzahn aufgestellt (1546 „der Bletter halben mit den spitzen Zehnen“). Im französischen Gebiet ist er schon seit 1400 als dent de Lion (Löwenzahn, lateinisch Dens leonis) vermerkt.

## Sonstiges
Eine Besonderheit ist, dass sich im Deutschen zwei Gattungen im Trivialnamen nicht unterscheiden. So heißen sowohl die Gattung Taraxacum als auch Leontodon im Deutschen „Löwenzahn“. Versuche, diese Homonymie aufzuheben, sind bisher gescheitert. Außerhalb des deutschen Sprachgebietes ist ein vergleichbarer Fall einer homonymen Parallelität der beiden Gattungen nicht bekannt.

## Kulturgeschichte
Leontodon hispidus wurde wohl erstmals im 15. Jahrhundert Kodex Berleburg im Herbar des Bernhard von Breidenbach als „Phaffenkrudt“ abgebildet. Danach fand sich selbige Abbildung durch Peter Schöffer als Drucker und Bernhard von Breidenbach als Herausgeber die Abbildung des „Phaffenkrudt“ nun als „Zeitloß“ benannt unverändert im Gart der Gesundheit (1485, Kap. CCXII). Sie zeigt die Pflanze mit Wurzel, sechs Rosettenblättern und langem Stängel, der einen halbaufgeblühten, in kräftigem Gelb gehaltenen Blütenstand trägt. Die Pflanze wird natürlich dargestellt und entstammt der Naturbeobachtung.
In Pietro Andrea Mattiolis Opera quae extant omnia, hoc est, Commentarii in VI. libros Pedacii Dioscoridis Anazarbei De medica materia werden sowohl Leontodon als auch Taraxacum mit jeweils eigenen Illustrationen auf der gleichen Seite abgebildet. Mattioli benennt in De medica materia Taraxacum als Dens Leonis, Leontodon als Cichorium Constantinopolitanum.
In Tabernaemontanus Neuw Kreuterbuch (1588) werden beide Abbildungen Mattiolis zu Leontodon und Taraxacum übernommen. Zur Unterscheidung steht Dens Leonis für Taraxacum und Dens Leonis altera (Der andere Löwenzahn) für Leontodon der mit deutschem Namen als Pfaffenblat bezeichnet wird. Als gebräuchliche Bezeichnungen stehen im Neuw Kräuterbuch „Cichorium Constantinopolitanum“ und „Dens Leonis Mompeliaca“. Letzterer Name führt er auf das Vorkommen um Montpellier sowie der Nutzung der Ärzte in Montpellier zurück. Weitere Namen in Tabernaemontanus sind u. a. Cichorium Byzantinum, Cichorium bulbosum, Dens Leonis bulbosus, Cichorium Asphodelinum sowie Cichorium polyrrhizon.

„Das zweyte Geschlecht hat viel bollechtiger Wurtzeln / die seindt den Affodillwurtzeln fast ähnlich / außgenommen daß sie kleiner seindt / unnd schier gestalltet wie die Rettichschöttlein / Die Bletter seindt kleiner unnd nicht so tieff zerspalten / ein wenig graublauw unnd haarechtig / die ligen wie die vorigen auff der Erden außgespreitet / der wilden Wegwarten nicht vast ungleich / allein daß sie breyter seindt. Sonst ist es mit den dünnen Röhrlein / die es hat an statt der Stengel / dem Röhrleinkraut nicht ungleich / darauff wachsen im Brachmonat und Heumonat schöne bleychgeele Blumen / die seindt grösser dann die Eyerblumen / sie werden auch zu haarechtigen / weissen Köpfflein / und wann der Windt dahinder komt / so fliehen sie darvon wie die wollechtige Knöpfflein der Pfaffenröhrlein. Der Geschmack dießes Krauts ißt bitter mit einer schärpffe / dem Geschmack deß Pfaffenröhrleins gleich. Es wächst umb Mompelier / deßgleichen in der Puouinz Franckreich und in Languedock häuffig / in den Wiesen und graßechtigen Orten unnd wirdt allein in unserm Teutschlandt in den Lußtgärten gepflantzet“

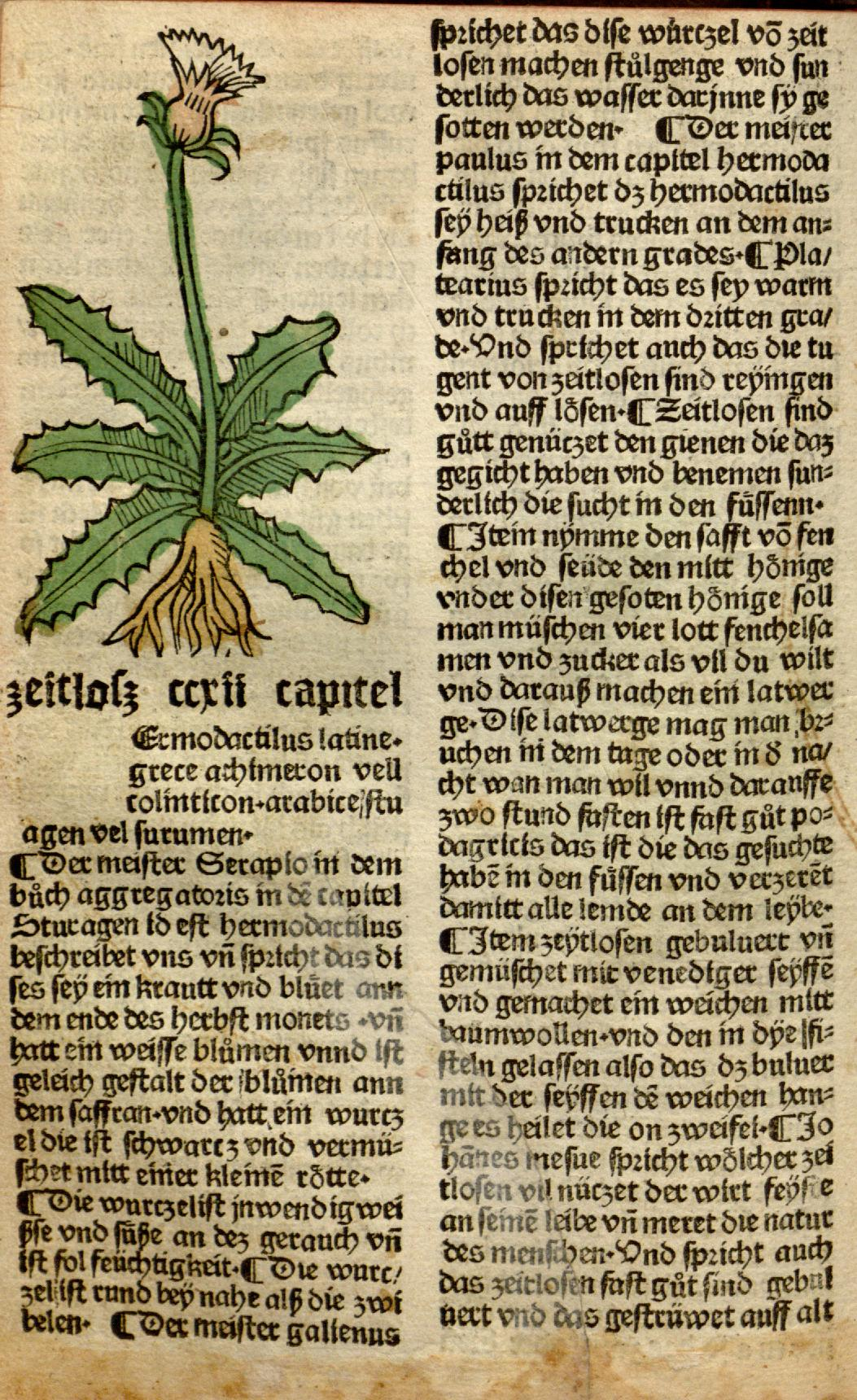
Leontodon hispidus im Gart der Gesundheit, Mainz 1485. Die Abbildung wurde unverändert dem Kodex Berleburg entnommen.
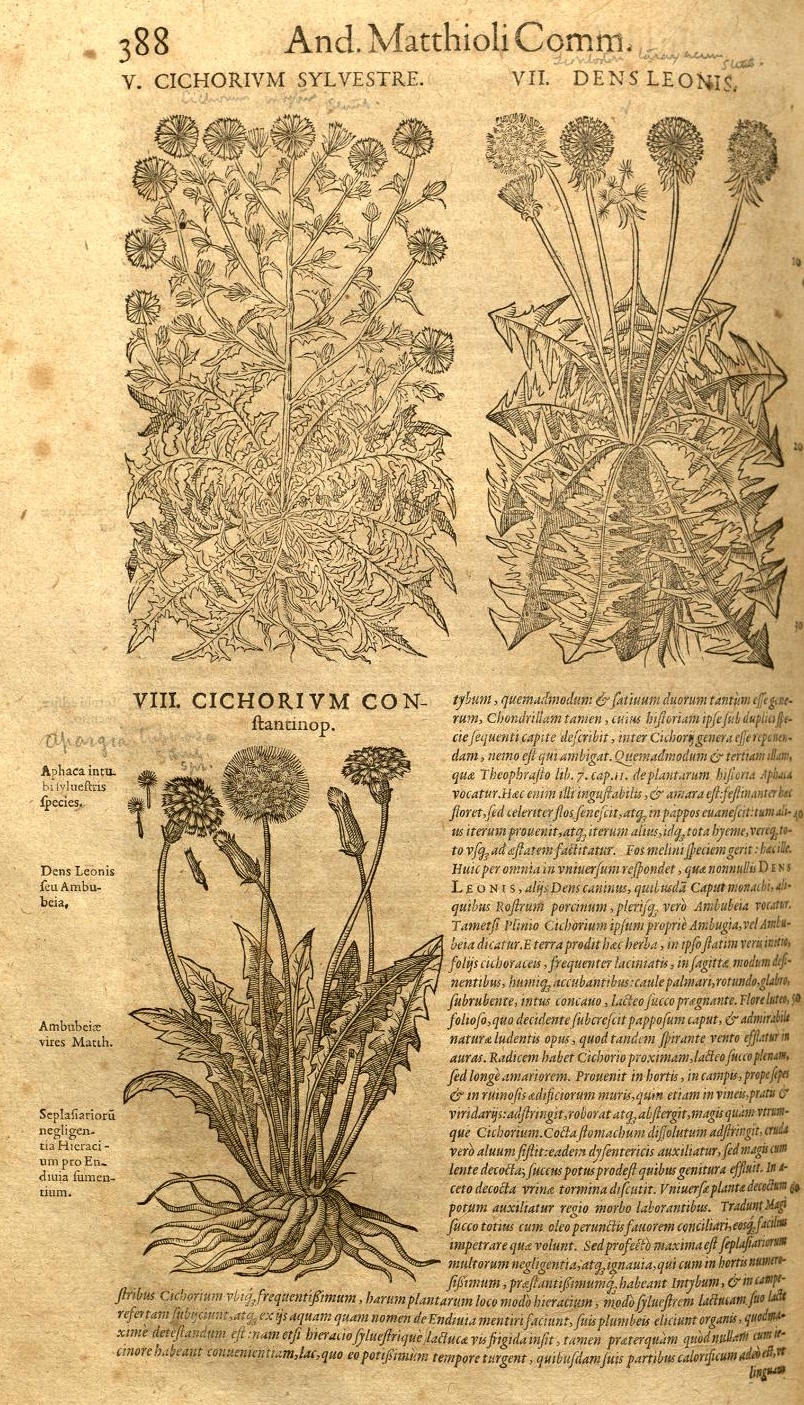
Matthioli, 1554. Italienische Übersetzung von Dioskurides De materia medica mit Leontodon (links unten mit geraden Hüllschuppen) und Taraxacum (rechts oben)
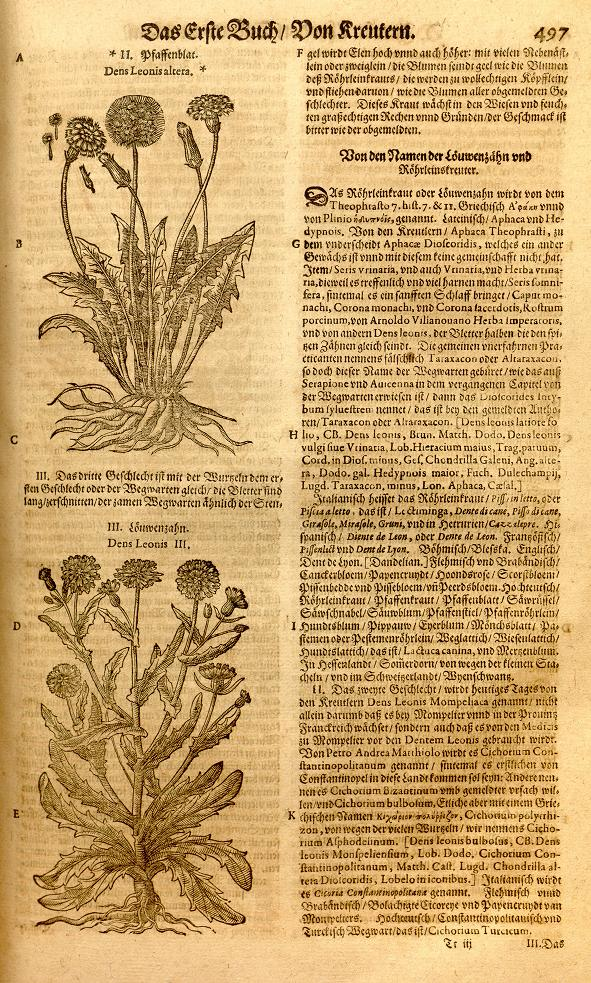
In Tabernaemontanus (1588) wird Mattiolis Abbildung übernommen, Leontodon heißt hier der „Andere Löwenzahn“ – „Dens Leonis altera“ in Abgrenzung zu Taraxacum als „Dens Leonis“
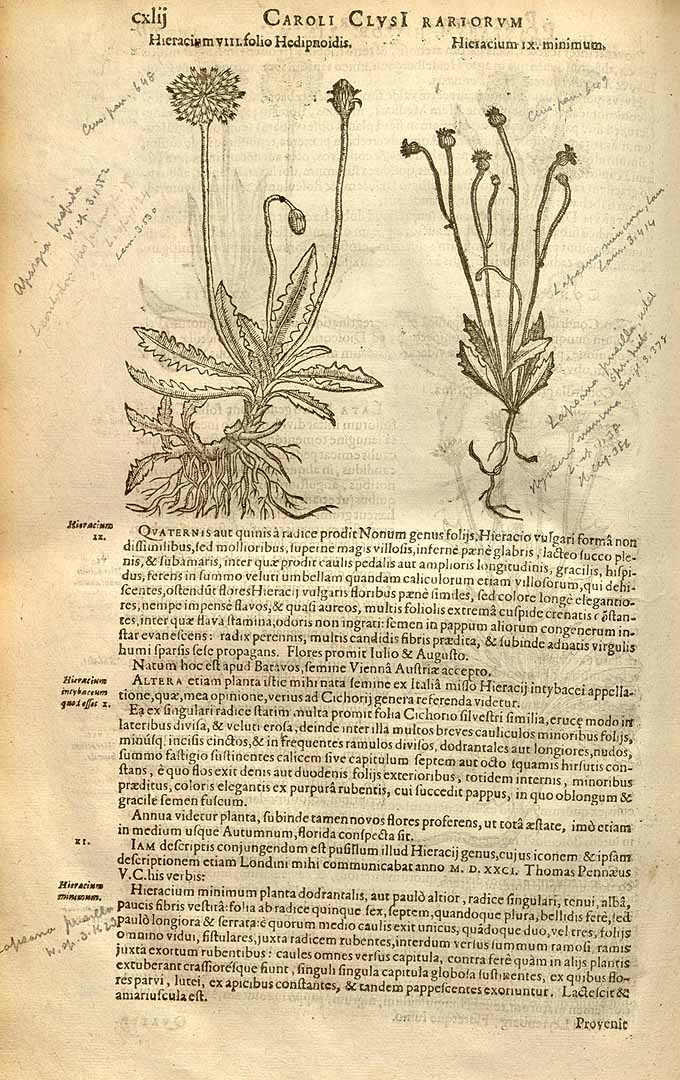
Leontodon hispidus (links mit nickendem Körbchen) als Hieracium VIII bei Clusius (1601)